# الفن العام في برشلونة

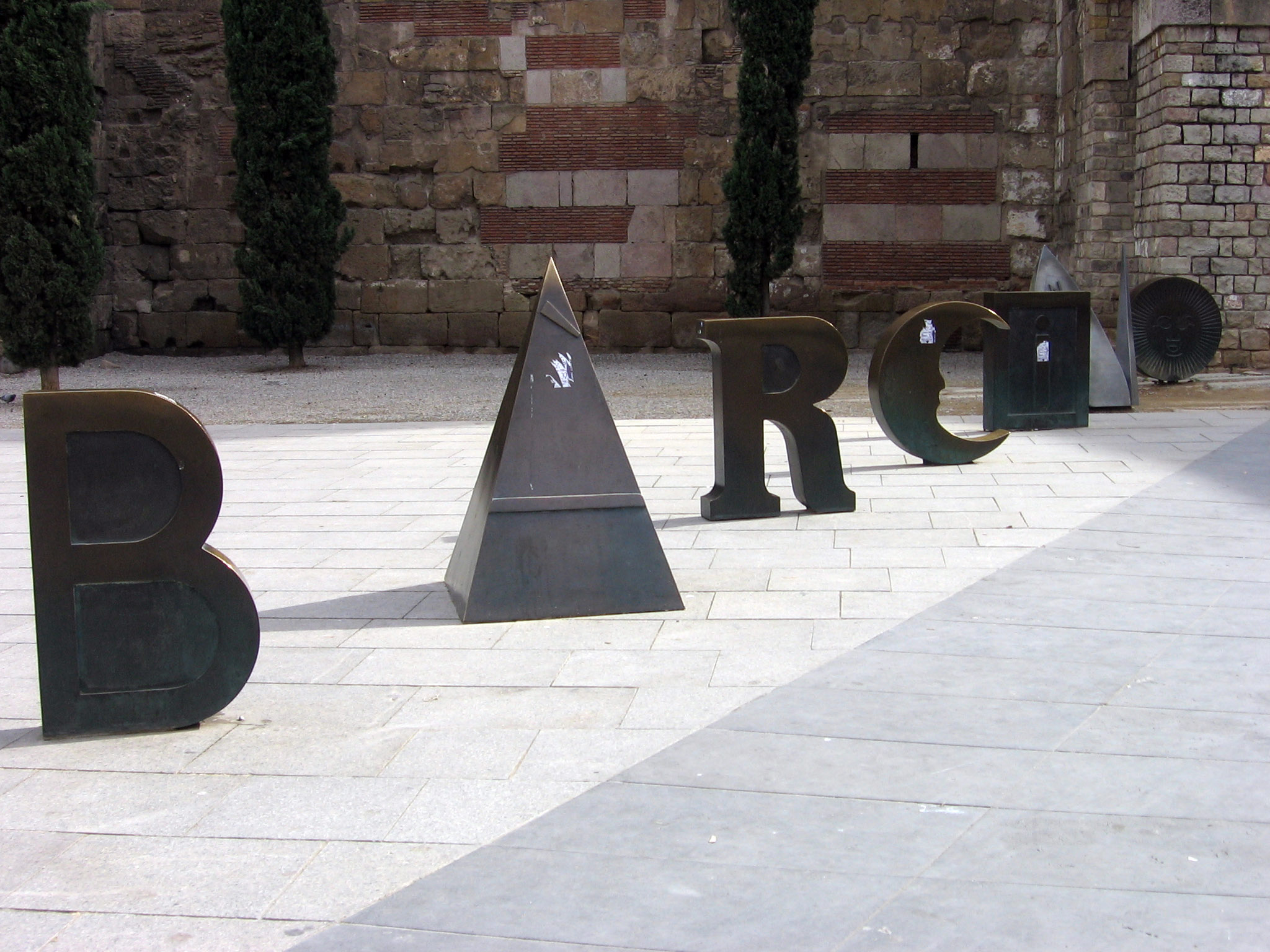
Poema البصرية Bàrcino (1994) قبل جوان بروسى في بلاسا نوفا

الفن العام في برشلونة هو مجموعة محددة من المعالم الأثرية والمنحوتات الموجودة  في الهواء الطلق في المدينة وهذا إلي جانب فن العمارة وشبكة المتاحف والمتنزهات والحدائق.هذه الأعمال تضفي طابعا فنيا على العاصمة الكاتالونية. تطور الفن العام في المدينة خلال القرن التاسع عشر و هذاعلى الرغم من أن أول لجنة بلدية كانت النصب الخاص بسانت يولاليا في عام 1673 في ميدان بيدرو.
تتواجد  الأعمال الفنية عادة في الأركان الداخلية وعلى واجهات المباني العامة. وهي مركزة بسبب تسييج المدينة بواسطة الجدران الدفاعية في العصور الوسطى. هدمت الجدران في القرن التاسع عشر، مما أدى إلى ازدهار في الأشغال العامة مثل مشروع إيكسامبل لإيلديفون سيردا.
ضمت المدينة العديد من البلديات في أوائل القرن العشرين، مما زاد من المساحة المتاحة للفن العام. وتم تكليف البعض بفعاليات مثل معارض عامي 1888 و 1929، والألعاب الأولمبية الصيفية لعام 1992 ، والمنتدى العالمي للثقافات ‏ عام 2004.

## نظرة عامة

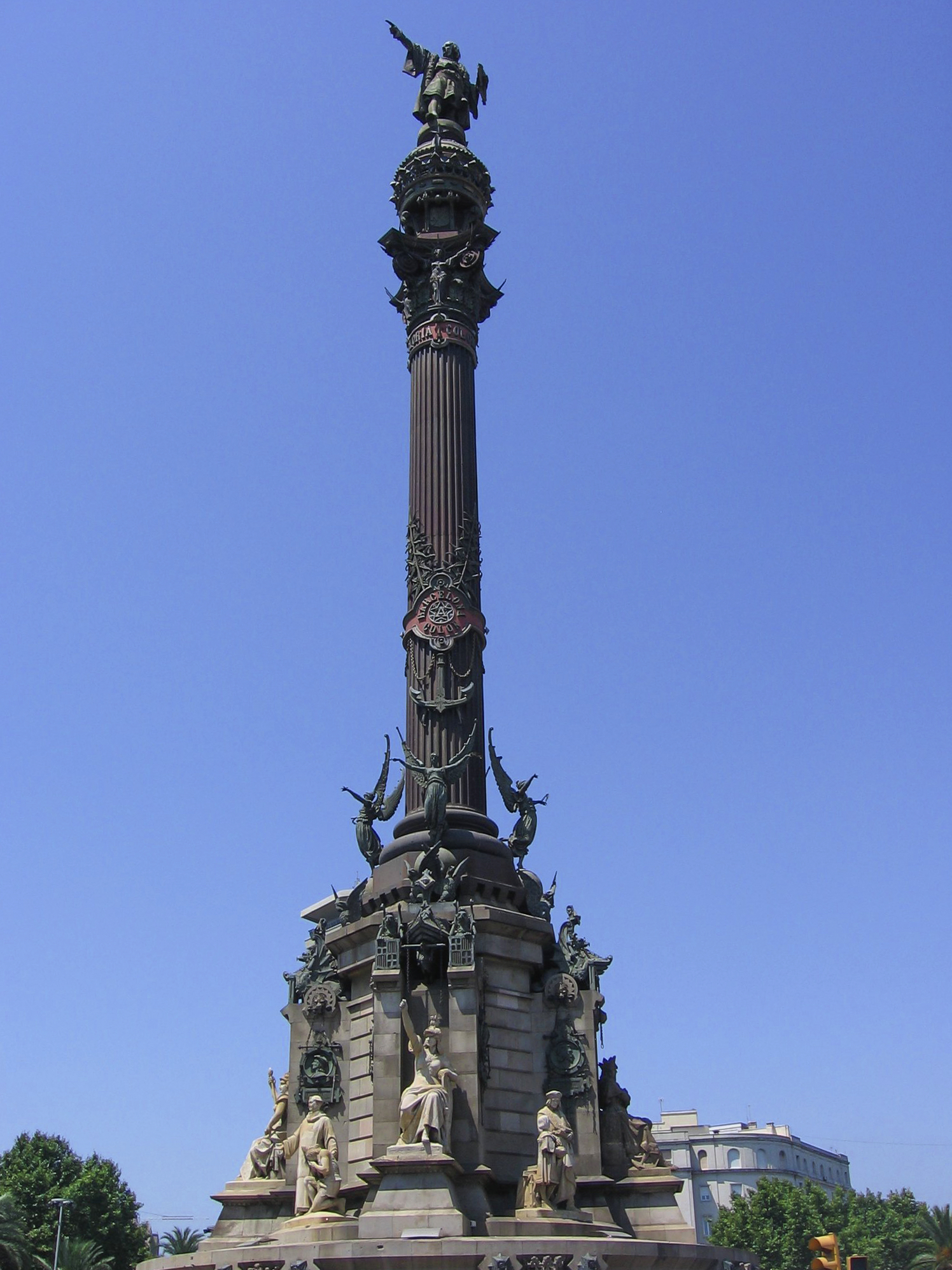
نصب كولومبوس التذكاري لعام 1888 في Pla del Portal de la Pau ، نصب تذكاري مبدع في برشلونة

يقوم مجلس المدينة بتنظيم الفن العام في برشلونة وحمايته بموجب القانون 9/1993 من التراث الثقافي الكتالوني الذي يضمن حماية التراث الثقافي وحفظه والبحث فيه على عدة مستويات.تعد المعالم العامة وإحياء ذكرى الشخصيات التاريخية مناسبة لمدينة كبيرة.
ويشمل التخطيط الحضري المعمار والهندسة والبستنة والفنون الصناعية والنحت. يرتبط العمران بالسياسة والاقتصاد والتاريخ والجغرافيا وعلم الاجتماع.

توجد الآثار عادة في الحدائق والمتنزهات والساحات والميادين والتقاطعات أو بالقرب من المباني العامة. و هي تتكون من عدة أنواع من الآثار الموروثة عن الفن الروماني، فحتى القرن التاسع عشر كان الأكثر شيوعا هوالعمود،قوسس النصر وتمثال الفروسية.و في وقت لاحق وضعت المعالم الأثرية في محاريب، الميداليات، نوافير،الشواهد، الركائز،أفاريز،النقوش،لويحات تذكارية
،شواهد القبور، تليها المنشآت وفن الأرض وأعمال متعدد التخصصات. المواد المستخدمة هي الخشب، الجص، الطين،السيراميك، حجر،رخام، البرونز، الحديد،الصلب، الخرسانة والألمنيوم.                                

تتضمن الموضوعات تكريمًا لشخصية أو حدثًا: دينيا أو أسطوريا أو رمزيا أو استعاريا أو تاريخيا أو سياسيا أو عسكريا أو علميا أو فنيا. تُخلِد الأعمال الفنية العامة العديد من جوانب تاريخ برشلونة.

Types of monuments
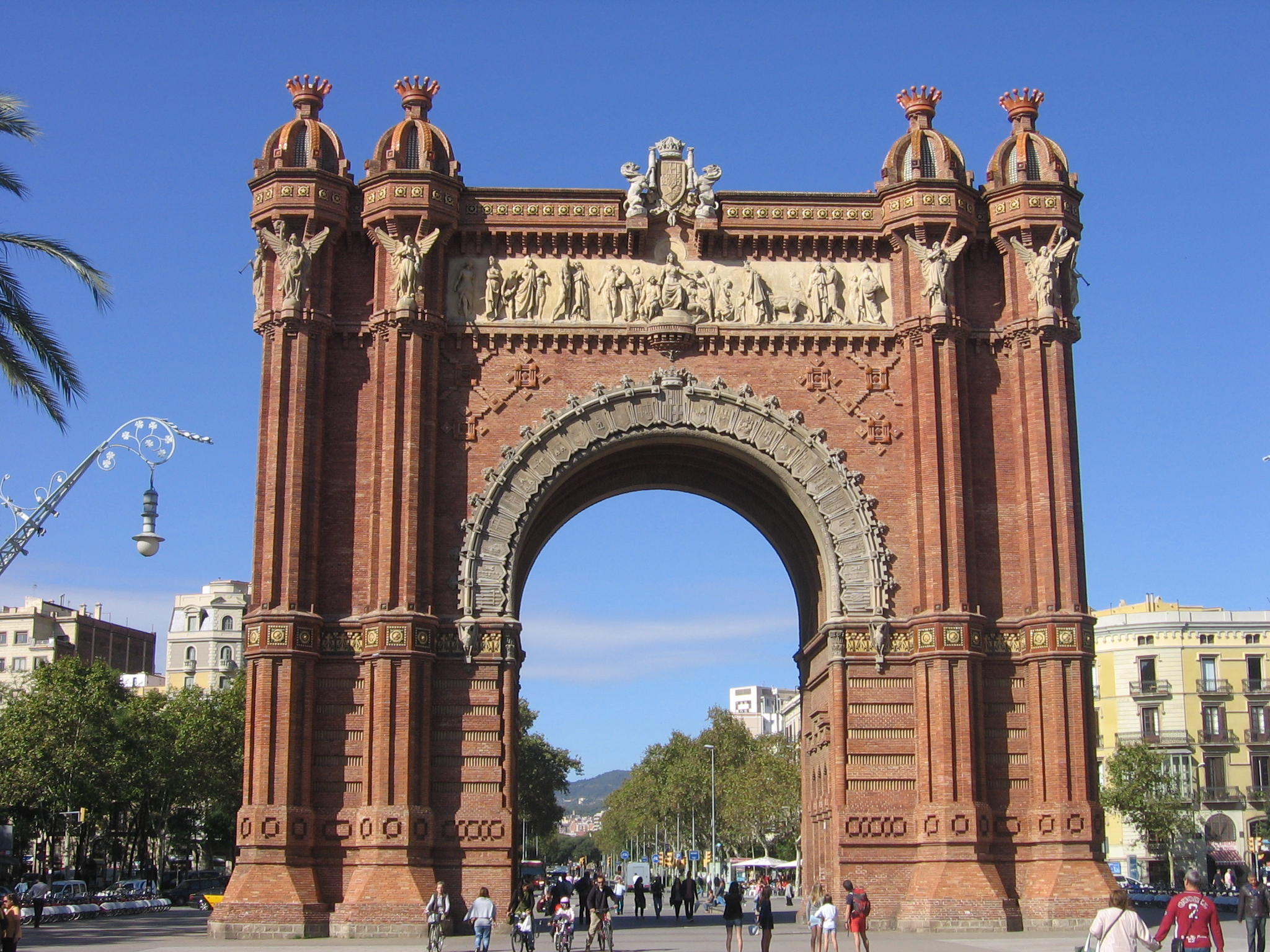
Arc de Triomf (1888) على شارع باسيج دي Lluís الشركة
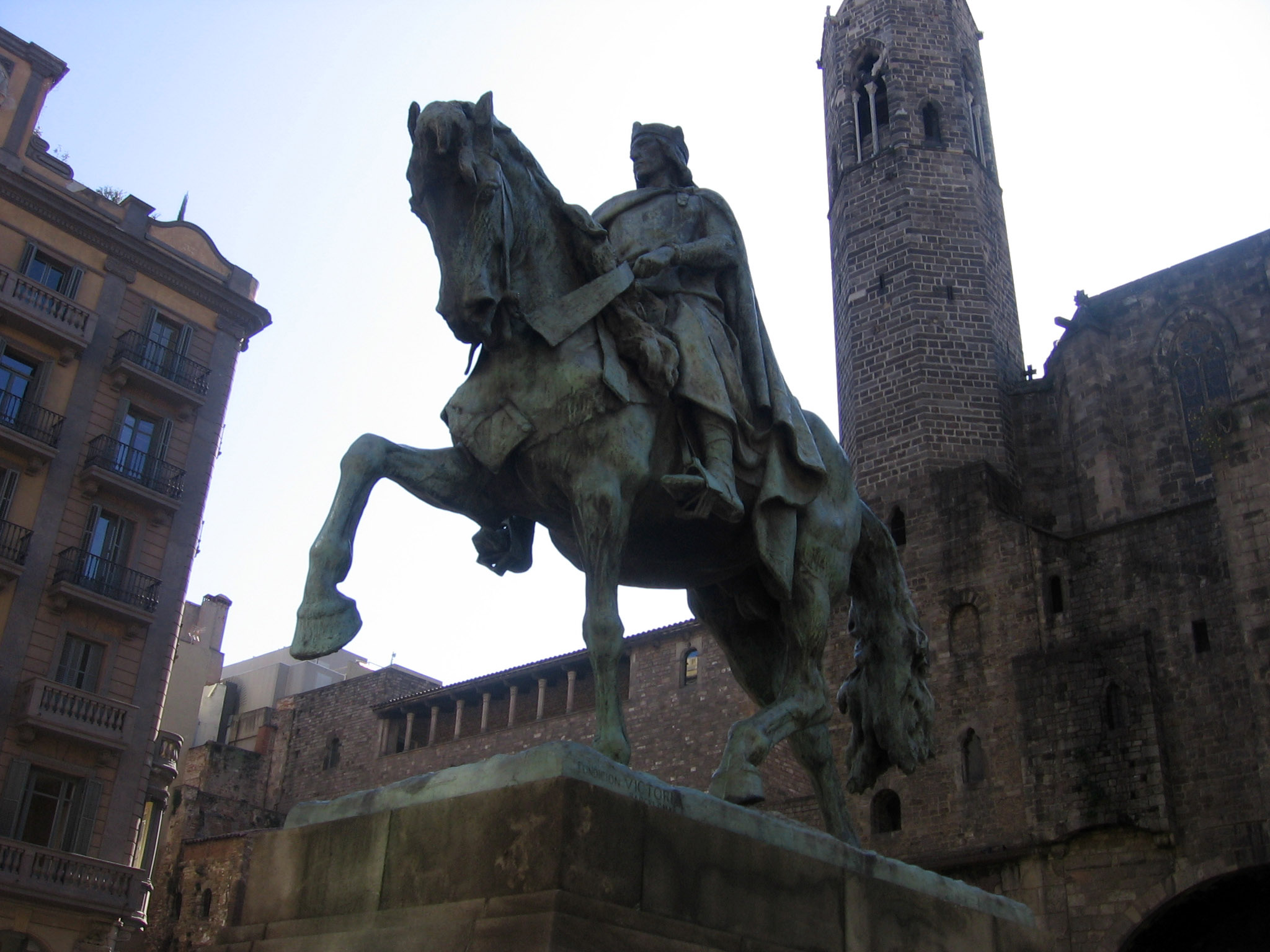
جوسيب Llimona's تمثال الفروسية رامون بيرينجر الثالث (1888) على طريق لايتانا
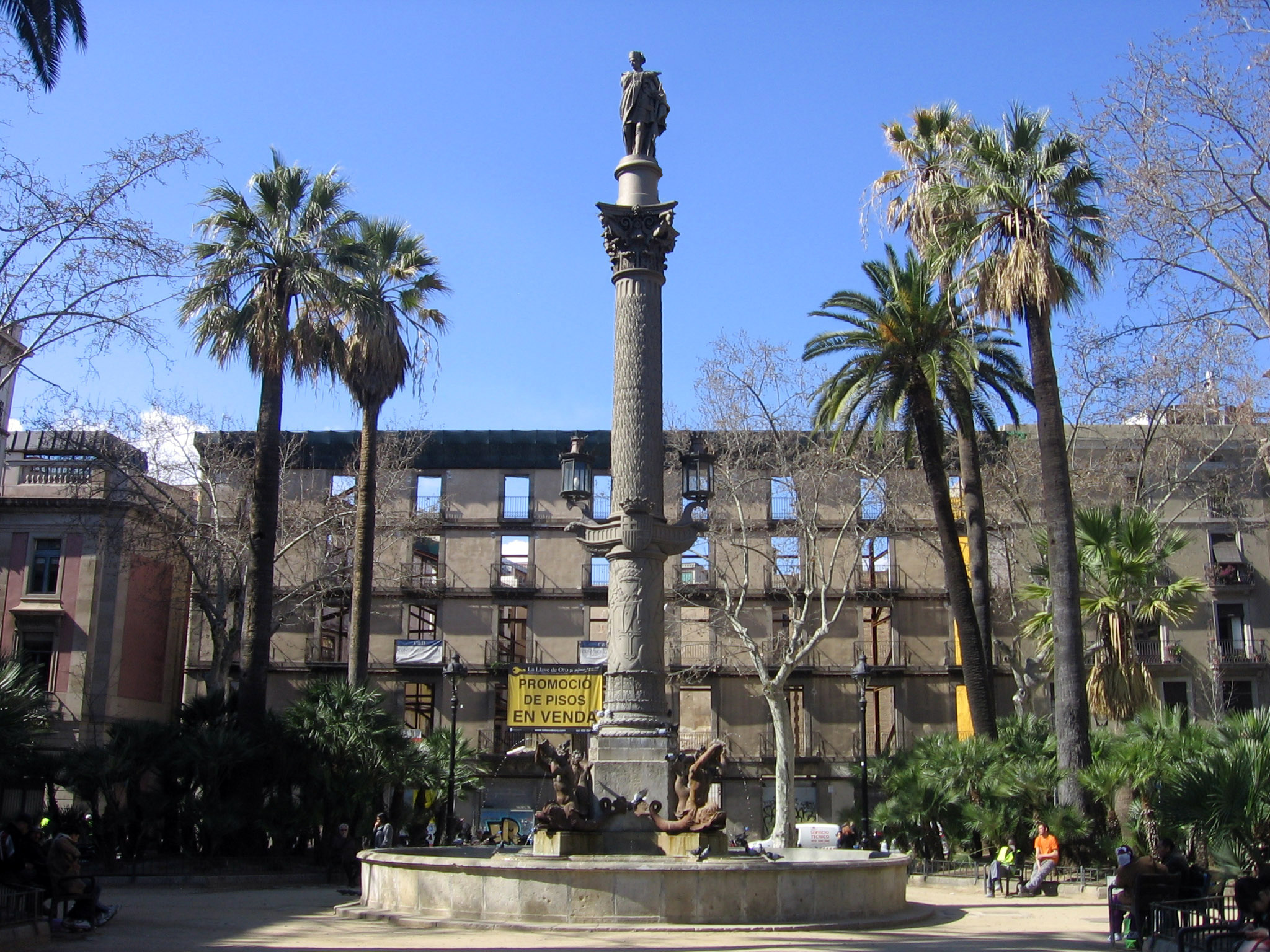
Galceran ماركيه العمود (1851) في Plaça del Duc de السلام
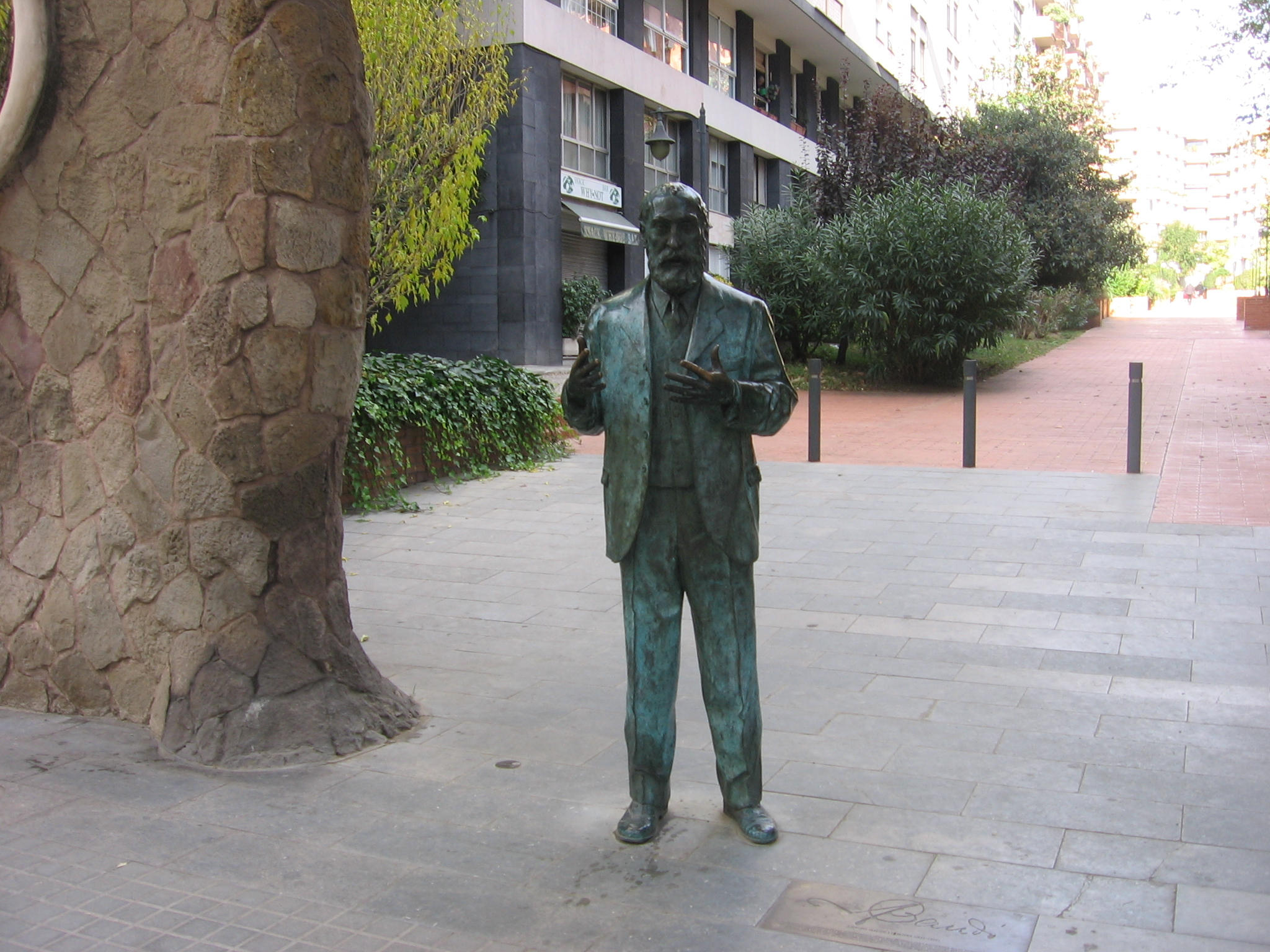
تمثال أنتوني غاودي (1999) من قبل يواكيم مخيمات في شارع Passeig de Manuel جيرونا
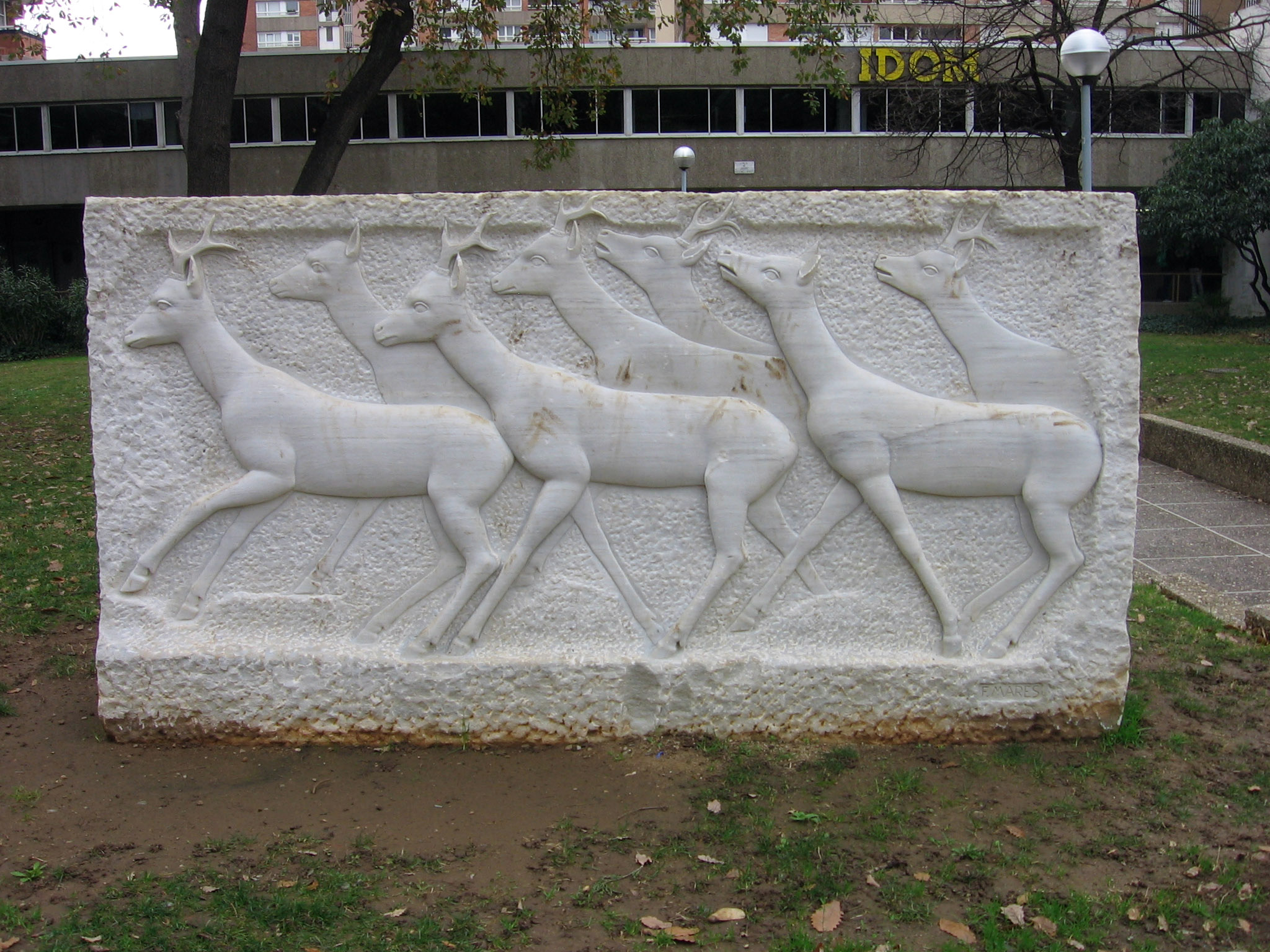
الإغاثة من الغزلان من قبل فريدريك Marès (1967) في الحدائق جاومي Vicens فيفيس
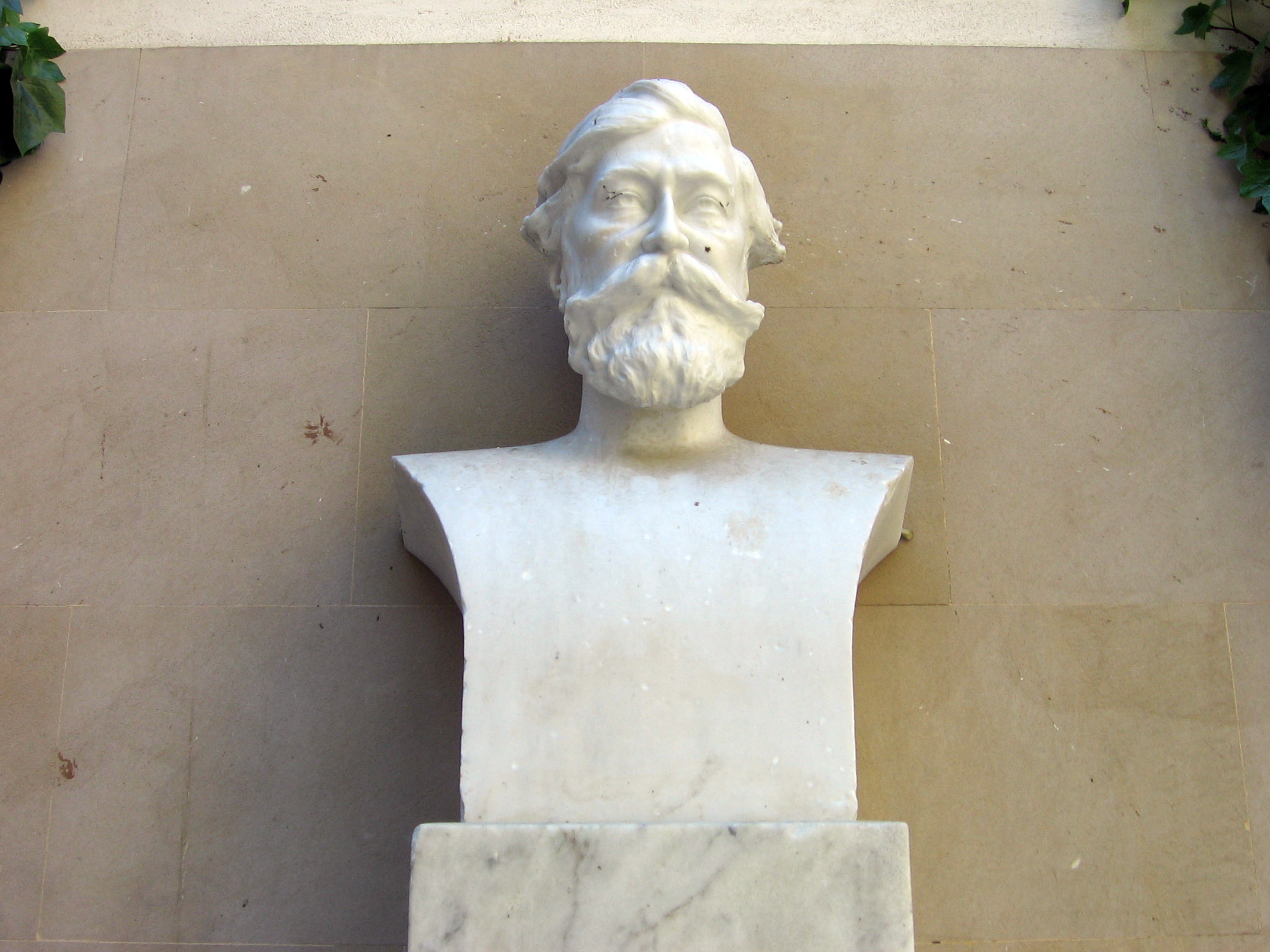
تمثال نصفي من سانتياغو Rusiñol (1935) ، أرجنتينية Clarasó

## التاريخ

### العصور الوسطي
تم إنشاء أول الأعمال الفنية العامة في برشلونة خلال العصور الوسطى، عندما شكلت المدينة جزءًا منتاج أرغون وكانت ميناءًا تجاريًا مهمًا علي البحر المتوسط. كان مجلس المائة شخص في القرن الثالث عشر واحداً من أوائل المؤسسات العامة في برشلونة. كانت المدينة تنمو خارج قلبها (الحي القوطي الحالي، وحي الرافال الذي تطور خلال القرن الرابع عشر عندما كان عدد سكان برشلونة حوالي 25,000 نسمة).
في ذلك الوقت كانت المدينة تحتوي على نوافير، وكان غوثيك تاون هاوس يحتوي على المنحوتات التي يعود تاريخها إلى حوالي 1400. في المقدمة كان هناك تمثال حجري لرئيس الملائكة رافائيل مع أجنحة برونزية. في كلا الجانبين كانت تماثيل القديس سيفيروس (أسقف برشلونة) وسانت يولاليا من برشلونة.

### أوائل العصر الحديث

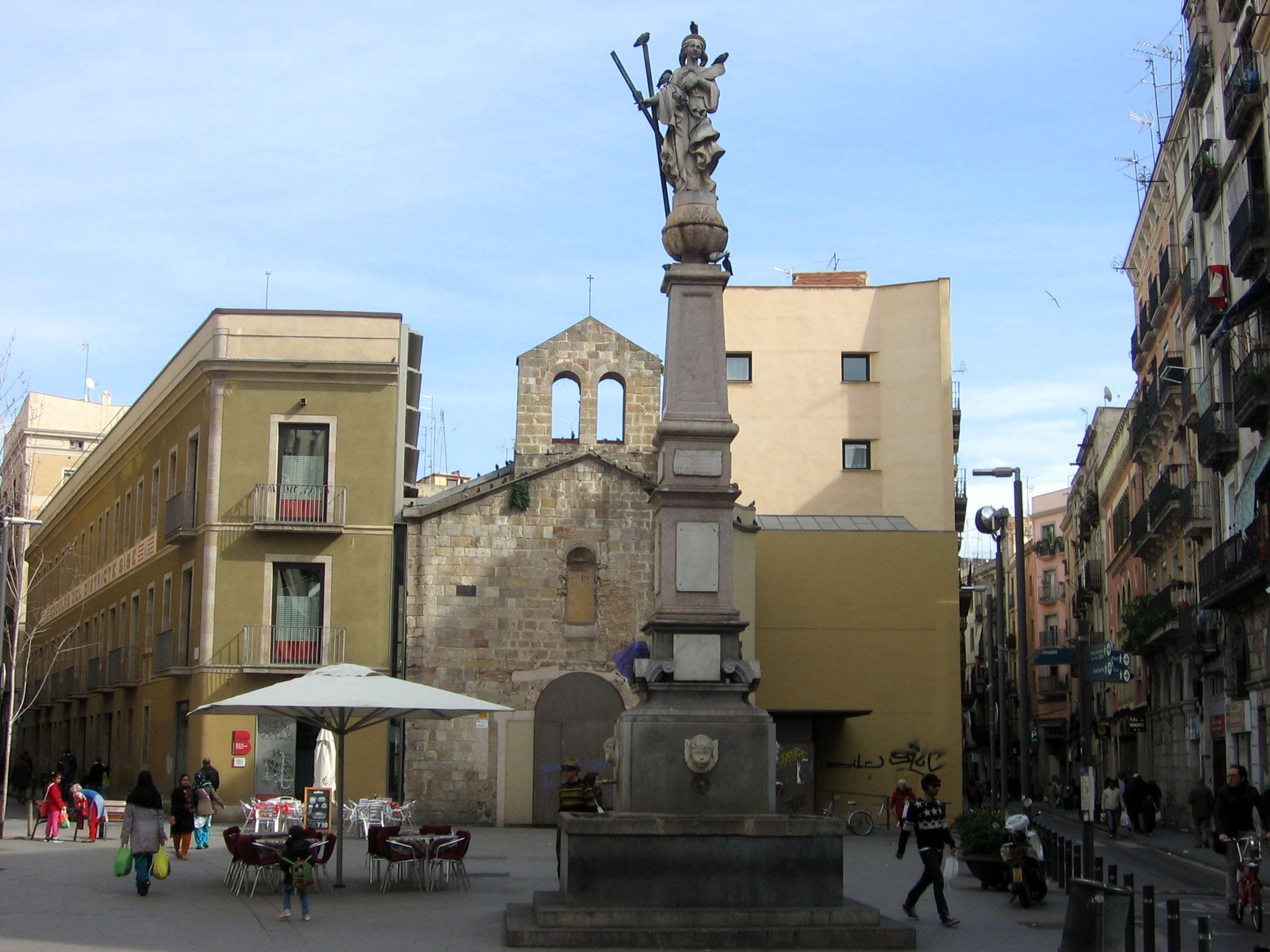
نصب تذكارى لسانت يولاليا يعود لعام 1673 وهو الأقدم في المدينة.

خلال عصر النهضة، أصبحت برشلونة جزءًا من مملكة إسبانيا التي انبثقت عن اتحاد قشتالة وأراغون. كانت فترة من التدهور الاقتصادي والثقافي، وتميزت بالصراعات والحروب الاجتماعية (مثلحرب الحصاد وحرب الخلافة الإسبانية). كانت برشلونة لا تزال محاطة بالأسوار، مع توسعها الوحيد في منطقة برشلونيتا الساحلية وعدد سكانها حوالي 100,000. وتتميز هندسته المعمارية بقصور وكنائس عصر النهضة والباروك.
كانت الأعمال الفنية في برشلونة في المقام الأول عبارة عن نوافير وتماثيل في المباني العامة حتى نهاية القرن السابع عشر حين تم بناء النصب التذكاري لسانت يولاليا. تم تدمير الصليب على عمود سليمان والذي أنشأه بيرنات فيلار في فناء مستشفى الصليب المقدس في عام 1691 وأعيد بناؤه في عام 1939. في نفس الفناء تماثيل القديس روش وكاريداد يرجع تاريخها إلى أواخر الثلاثينات من القرن السابع عشر. وفي ساحة دار النقاهة بالمستشفى يوجد تمثال للقديس بولس المُنشأ عام 1679 من قبل لويس بونييفيس، وفي كالي ديل كارمن يوجد تمثال آخر لبولس يعود إلي عام 1668 وأُنشِأ بواسطة دومينيك روفيرا.
تم التكليف بأعمال أخرى من قبل النقابات فتمثال القديس يوحنا المعمدان المنشأ عام 1628 في ساحة الدباغ ماركوس، تم تمويله بواسطة رابطة الدباغين وأعيد بناؤه في عام 1958 من قبل جوسيب ميرت كما يوجد تمثال لسيدة الملائكة المُنشأ عام 1763 في فيا لانتاليتي. 
قد خصص أقدم نصب تذكاري عام في موقعه الأصلي في المدينة للقديس يولاليا رب العمل في مدينة، والذي تم تشيده في ميدان بطرس عام 1673 . وقد صنعه كبير البنائين باريس بينديكت بواسطة تمثال خشبي للقديس من صنع جوسيب داردر الذي تم استبداله بآخرمن الرخام تراموليس لازاروس ولويس بونيفاس. وتم تحويل قاعدة النصب إلى نافورة بواسطة جوسيب ماس أي فيلا في عام 1826 .و تم هدم النصب التذكاري في عام 1936 بسبب الصراعات التي نشبت في بداية الحرب الأهلية، ولكن أعيد بناؤها في عام 1951 بمظهر جديد من تصميم فريدريك ماريس – صاحب الرأس في الصورة السابقة التي نجت وتم الحافظ عليها في متحف التاريخ في برشلونة. قاعدة النصب التذكاري عبارة عن ساحة نافورة تقوم عليها مسلة يعلوها تمثال سانتا إيولاليا، الذي يحمل سمات استشهاده: النخيل وإيمانه بالدوارة. 
وتجد الإشارة إلى أنه في السابق قد تم نصب تذكاري في سانتا يولاليا، الذي وضع عام 1618 ويقع في ميدان البلاط- الآن الملاك –و قد تم تصميمه من قبل رافائيل بلانسو ويتألف من مسلة يقف عليها تمثال لملاك، وهو يشير إلى المكان الذي قد ظهر فيه الملاك للوفد الذي نقل بقايا القديس في كاتدرائية برشلونة. تم صنع تمثال الملاك بواسطة صائغ الفضة فيليب روس. وتم إزالة المسلة في عام 1821 بسبب صعوبة الحركة، ووضع الملاك في موضع مناسب. ولقد تم استبداله بنسخة أخرى في عام 1966 ونقل إلى متحف تاريخ مدينة برشلونة.
في عام 1784 قام ببناء نافورة نبتون، جوان انريتش التي روج لها بتهمة الأعتداء، بجوار التقاليد، موقع المحطة الحالية في فرنسا. وهي تمثل نبتون وهو يقف على ركيزة من الدلافين والنحت الغائر، وسط كوب من الماء. تم تدمير التمثال في الانتفاضة الشعبية لكامانسيا (1843) واستبدل بنسخة من صنع بناء، فكانت النافورة مفككة حتى عام 1877 ؛ ولكن تم الحفاظ علي النحت الغائر للركيزة، التي هي في متحف التاريخ في برشلونة.

### القرن التاسع عشر

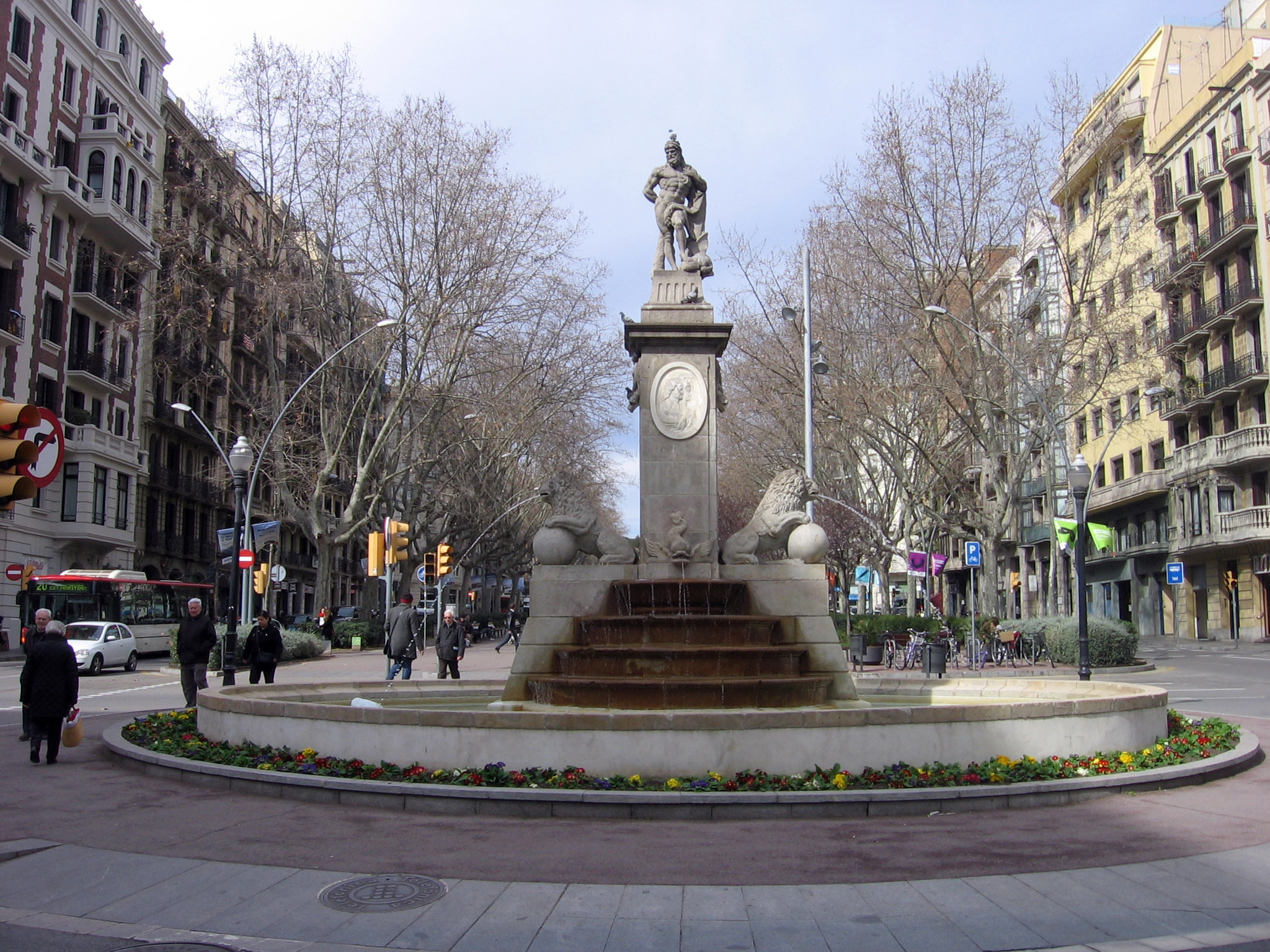
هرقل1802 و جوسيب موريه سلفادور غوري, برشلونة أقدم التمثاليل الأصلية.

كان هناك في هذه الفترة إحياء اقتصادي كبير، خاصة فيما يتعلق بصناعة النسيج للثورة الصناعية، التي شملت أيضا نهضة ثقافية. فبين عام 1854 وعام 1859 كان هناك هدم للجدران، وبالتالي فإن المدينة يمكن أن تتوسع، لا سيما من خلال مشروع إيكسامبل الذي وضعه ايديفونس سيردا عام 1859. ومع ذلك، بفضل ثورة 1868 التي حققت هدم القلعة، وذلك من أسباب تحويلها إلى حديقة عامة. كان عدد السكان في ازدياد، خاصة بفضل الهجرة من باقي أنحاء الولاية، حيث وصل إلى 400,000 في نهاية القرن. من الناحية الفنية، شهد القرن تعاقب أنماط سياسية مختلفة مثل النيوكلاسيكية، والرومانسية والواقعية.

كما في الفترات السابقة، كانت الإنجازات الفنية للمباني الحكومية محصورة في المعالم العامة. مثل  تلك المخصصة لفرديناند عام (1831) والملك فرديناند (1850)، ولكن لم يصلوا إلى أيامنا. ومع ذلك، فإن الإعداد كان مصدرًا غريبا في هذا الوقت، لذلك يمكنك أن التحدث عن الاتجاه. وأقدم المصادر كان مصدر هرقل، ويقع على مفترق طرق باسيج دي سان خوان شارع كورسيكا  والعمل الذي قام به في عام 1802 من قبل جوزيف موريتون كان مسودة سلفادور غوري. كان يقع في البداية في باسيو نويفو، أو اسبلانادا امام الحصن العسكرية للقلعة، وهو في موقعه الحالي منذ عام 1928، ويعتبر التمثال العام الأصلي كالرداء الاقدم ببرشلونة.
 ومن المصادر الأخرى لهذه الفترة هو: المصدر الاقدم أو الشاتو (1816) وهو عمل من قبل داميان كامبيني، الذي وضع في البداية في ساحة المسرح، بجانب رامبلا، وتم نقلها لاحقًا إلى قلعة البرصا عام (1877)، وأخيراً إلي قصر دي سانتس عام 1975؛ نافورة سيريس التي نشأت خلال (1825-1830)، تقع في شارع باسيو دي غراسيا بروفانس، وفي 1874 انتقلت إلى ساحة بلاسكو دي غاراي في بلدة جافة، وفي عام 1918 انتقلت الي ساحة سانت چوردي في مونتجويك. ونافورة نبتون (1826)، فيران أدريا، وضعت في مول دي ريبا في بارشلونة، ثم نُقلت فيما بعد إلى حدائق لاريبال وفي عام 1983 نقلت إلي ساحة مرتشيدي، أمام الكاتدرائية وتحمل الاسم نفسه؛ نصب تذكاري لـ غالكيران ماركيه الذي نشأ عام (1851) بواسطة داميان كامبيني وجوزيف انيسيت سانتيجوس في ساحة دوق المدينة وهو أول عمل تم إنجازه في مدينة الحديد؛
مصدر العالمة الكاتالونية فاوست وجوزيف باراتا أنيسيت سانتيجوسا في بلاو دي بالاو؛ ونافورة النعم الثلاثة (1876)، في قصر الريال، التي صممها المهندس المعماري أنتوني روفيرا إي ترياس. من الواجب الإشارة في النهاية إلى مصادر والاس، التي تم إنشاؤها في عام 1872 من قبل تشارلز أوغست ليبورج بتكليف من المحسن الإنجليزي السير ريتشارد والاس، وتشتت العديد من المدن الأوروبية من فعل الأخوة: برشلونة لا تزال في اثني عشر الأولي: رامبلا سانتا مونيكا وغران فيا مع باسيج دي غراسيا. كل منهم لديهم أربعة تماثيل ل دعم قبة نصف الفقاعة، بما في ذلك طائرة من شلالات المياة.

أما بالنسبة للمباني العامة، فكان أهمها التمثالين اللذين تم وضعهما في محاريب على جانبي الباب الأمامي للواجهة الجديدة لفندق دي فيل، الذي يمثل جيمس الأول الفاتح وجوان فيفيلر، الذي صنعه جوزيف بوفر 1844. فقط عكس ذلك، أمام قصر كتالونيا، وفي عام 1871 تم وضع تمثال لسانت جورج الذي يقع أيضا في محراب، الذي صممه أندريو أليو . وكانت هذه الواجهة أيضًا جديدة، حيث إن افتتاح ساحة سانت جاومي في عام 1823 غادر كلا البنايتين المؤسسيتين اللتين تواجهان الواجهة. ولاحظ أنه بعد ذلك لم يأوى البالاو كتالوني هذه المؤسسة وقد ألغيت من المرسوم الخاص بالمصنع الجديد، ولكن بالمحكمة الملكية، والمجلس الإقليمي والأرشيف العام لتاج أراغون.
 يجب أن نذكر أيضًا المباني العامة والتماثيل الموجودة في بهو جامعة برشلونة، وهو مجمع معماري ضخم بني بين 1863 و 1882. كان روجنت إيليا هو نفس المهندس المعماري الذي اقترح إعداد التماثيل، من قبل الأخوين أغابيتو وفينانسي فالميستجانا، التي صنعت في 1865 و 1876.وقد وضعوا خمسة شخصيات تمثل العلوم والمعرفة طوال تاريخ إسبانيا: سان إيسيدورو دي إشبيلية، مملكة القوط الغربيين؛ ابن رشد، وقت الإسبان المسلمين. ألفونسو العاشر فترة القرون الوسطى في قشتالة؛ رامون لول، لنفس الفترة في تاج أراغون؛ وجون لويس فيز، في فترة عصر النهضة . وأخيرًا، يجب أن نذكر مجموعة الأعمال الخيرية، أعمال جوان سيرا 1880، التي تقع في بيت الأحبة. وأرقام التجارة والصناعة التي تقع أمام مبنى الكازينو سابقا عن طريق التبادل التجاري من قبل روسيند نوباس وجوان رويج إي سولي، 1888.

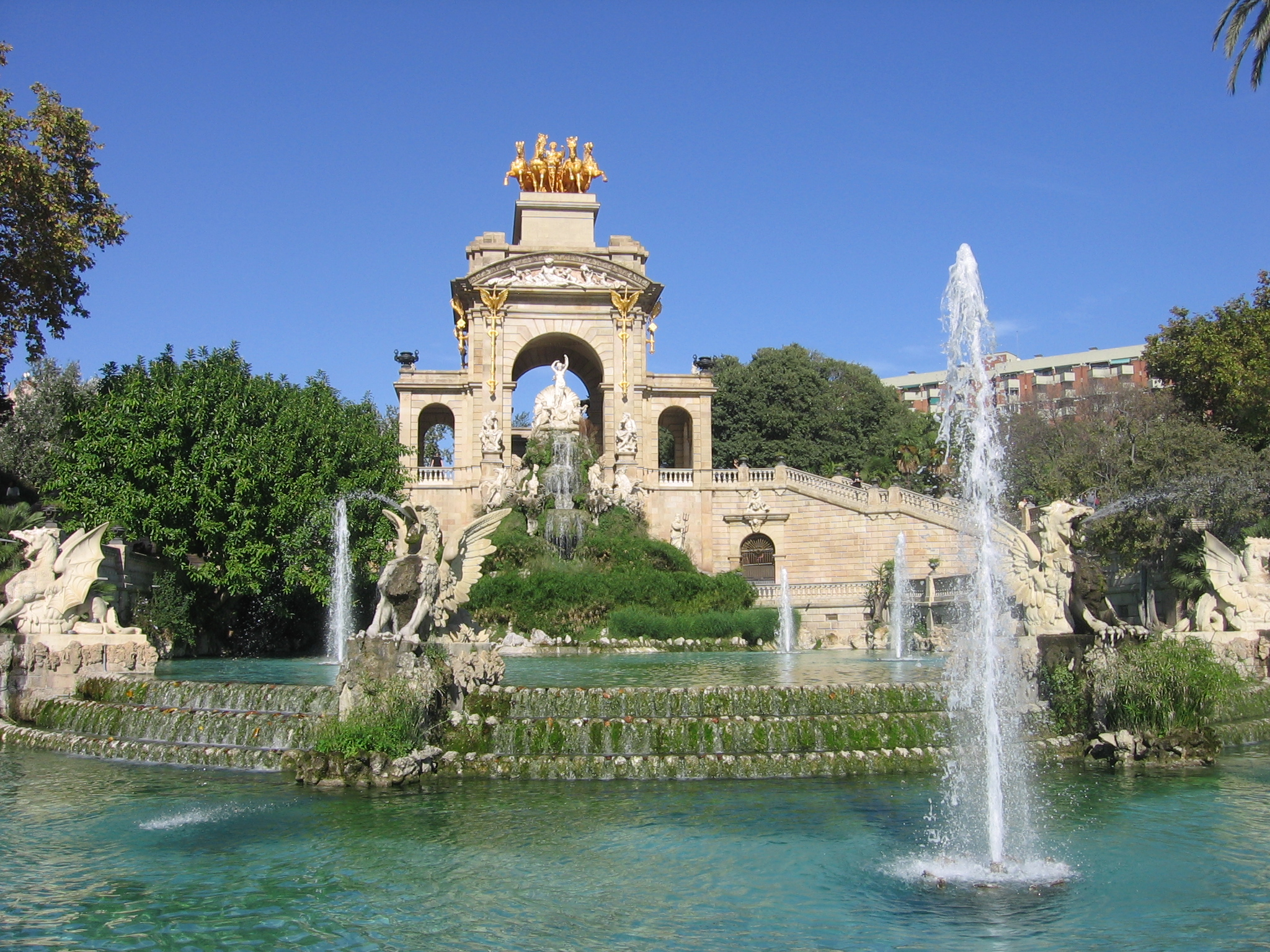

### القرن العشرون

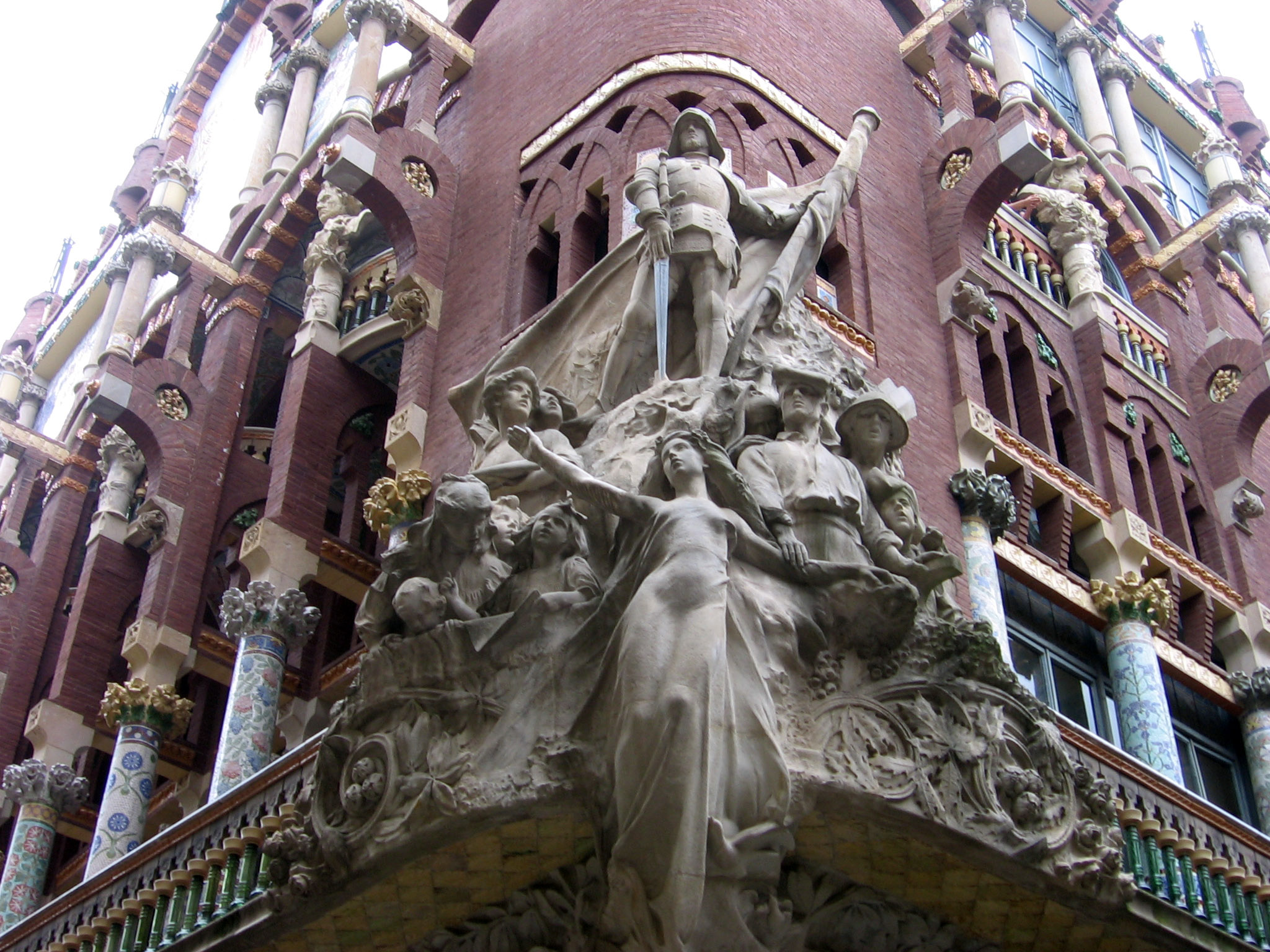
folk song (1909) by Miquel Blay, Palace of Catalan Music.

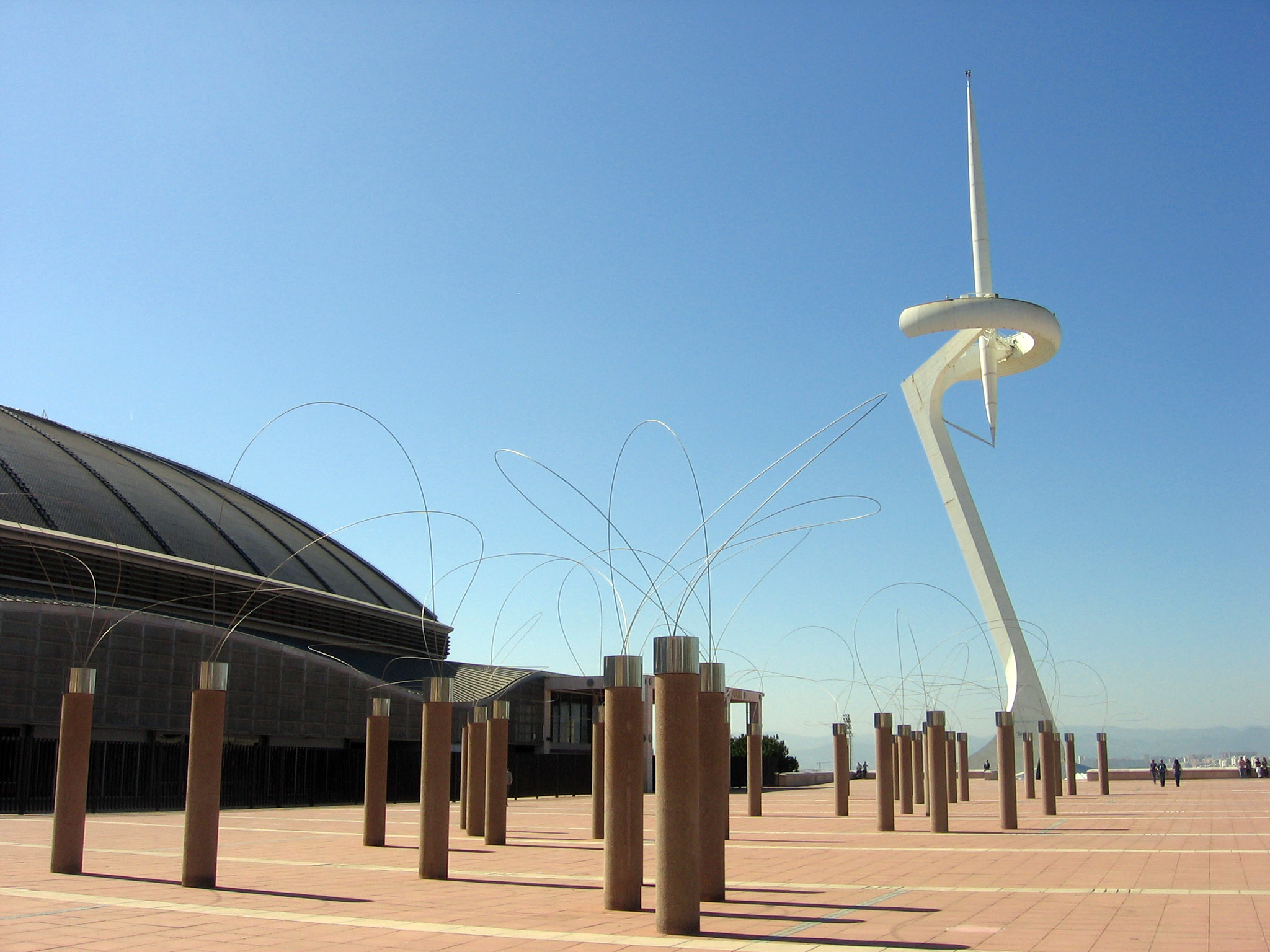
تغيير (أوتسوروتي) (1990) ، لأيكو مياواكي ، باسيو دي مينيسي ناتال

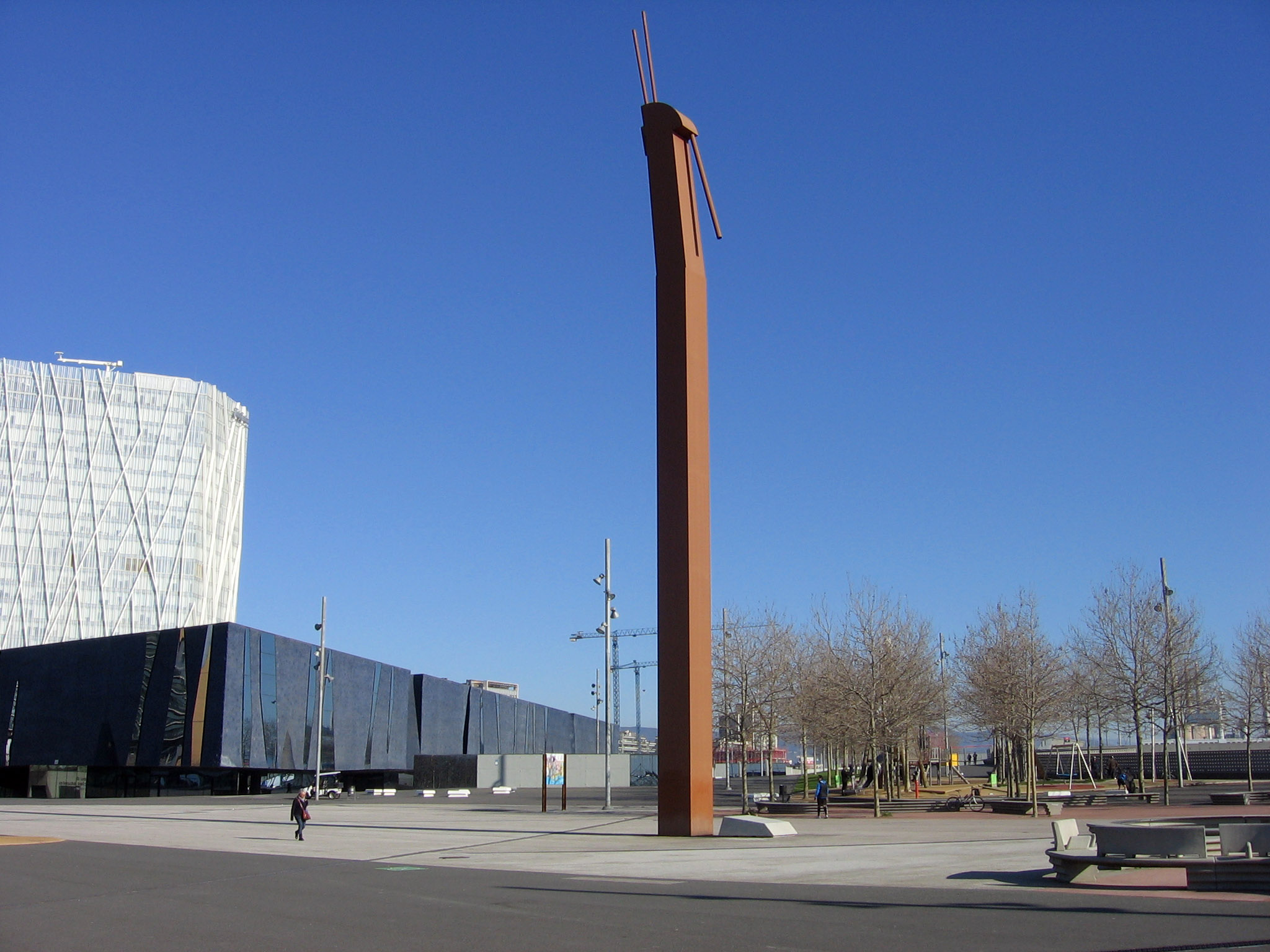
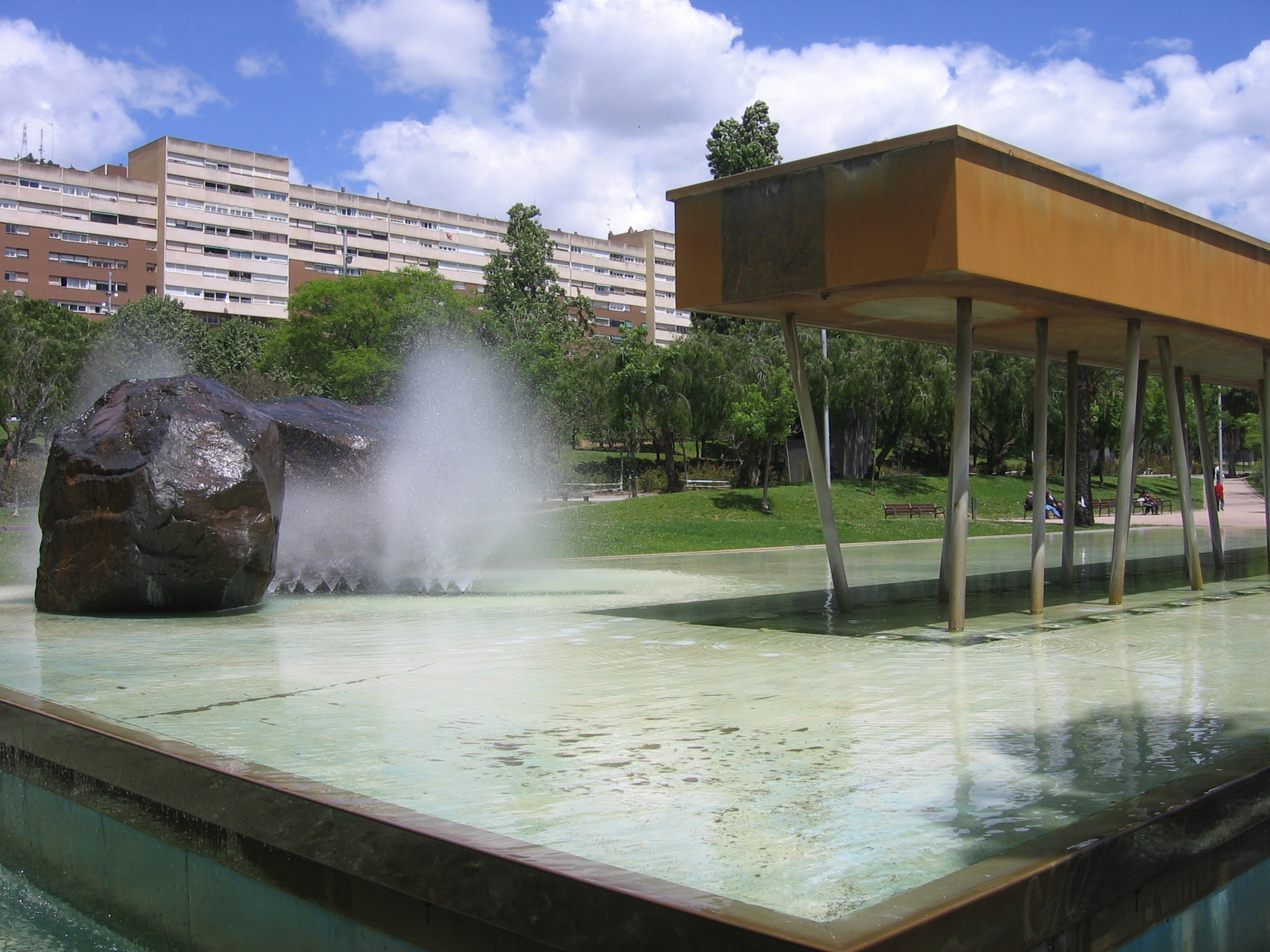
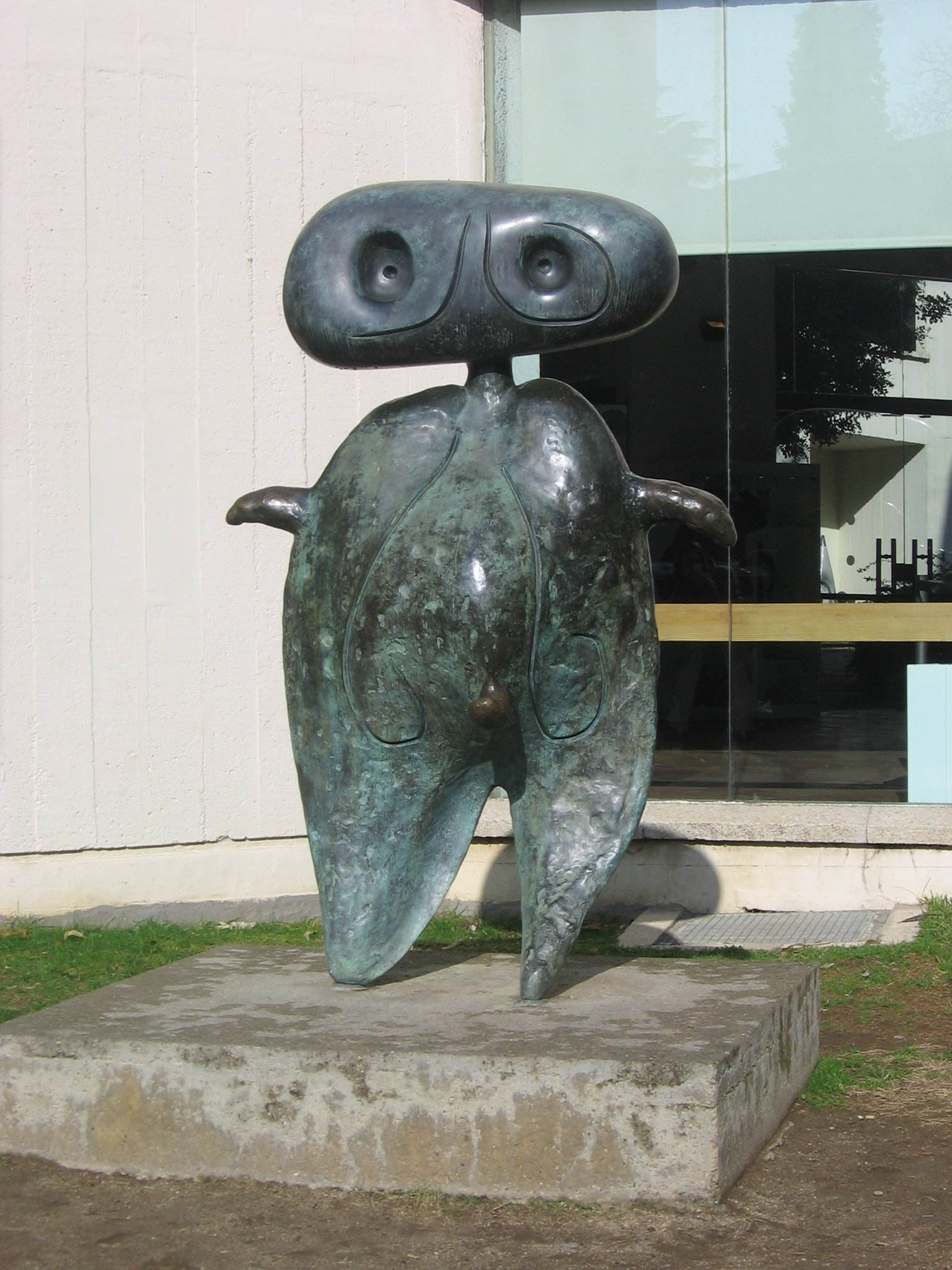
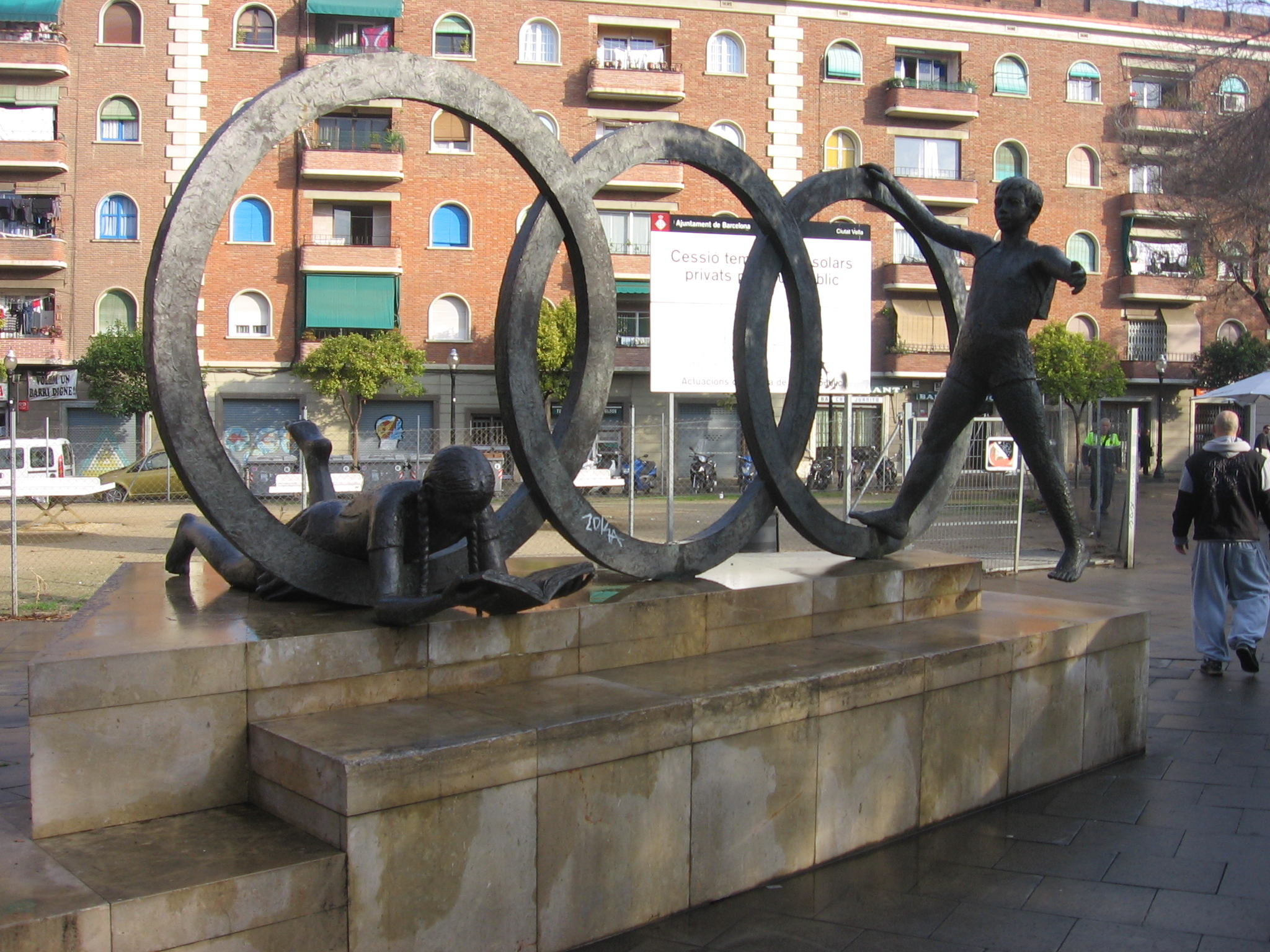
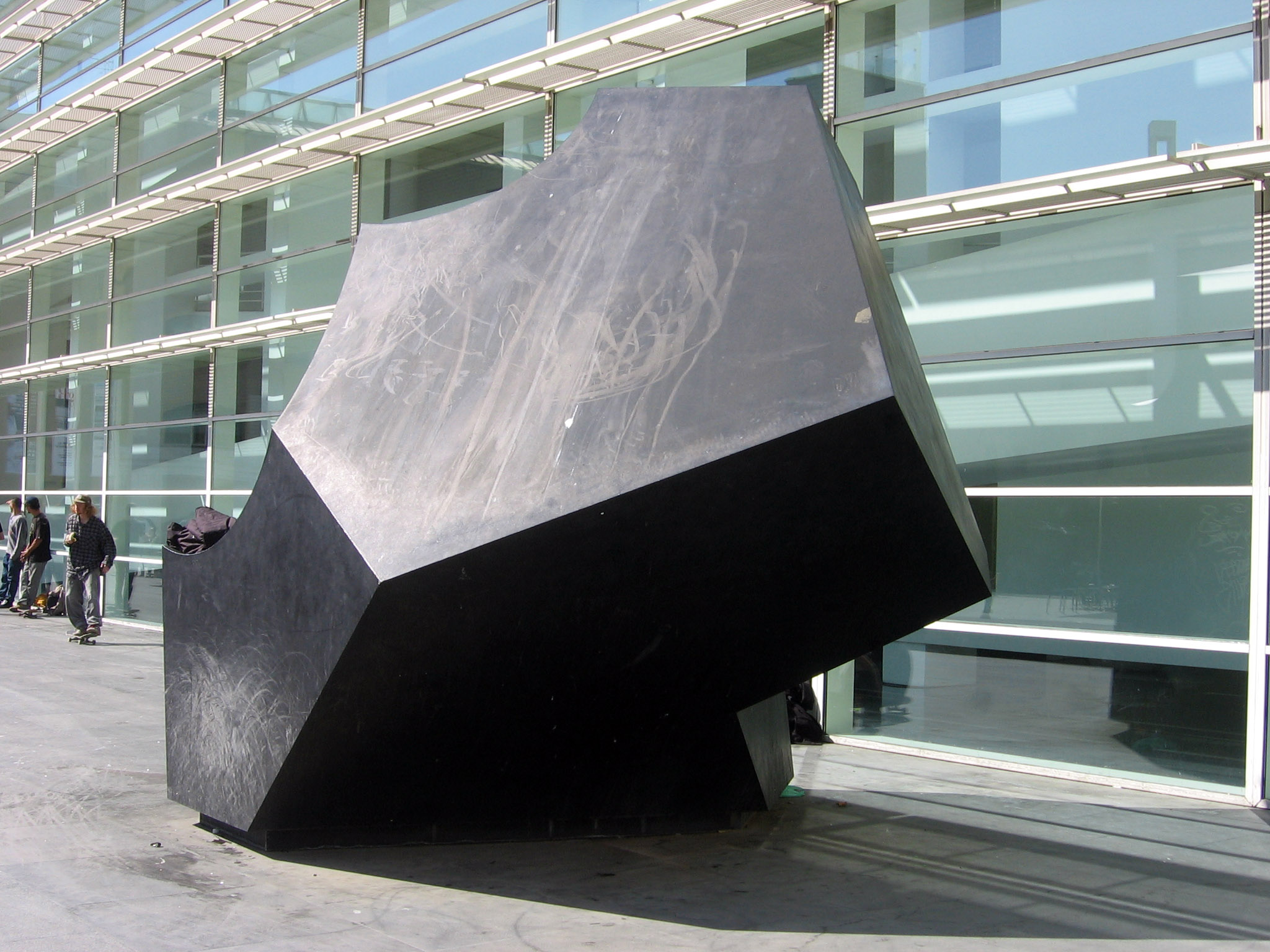
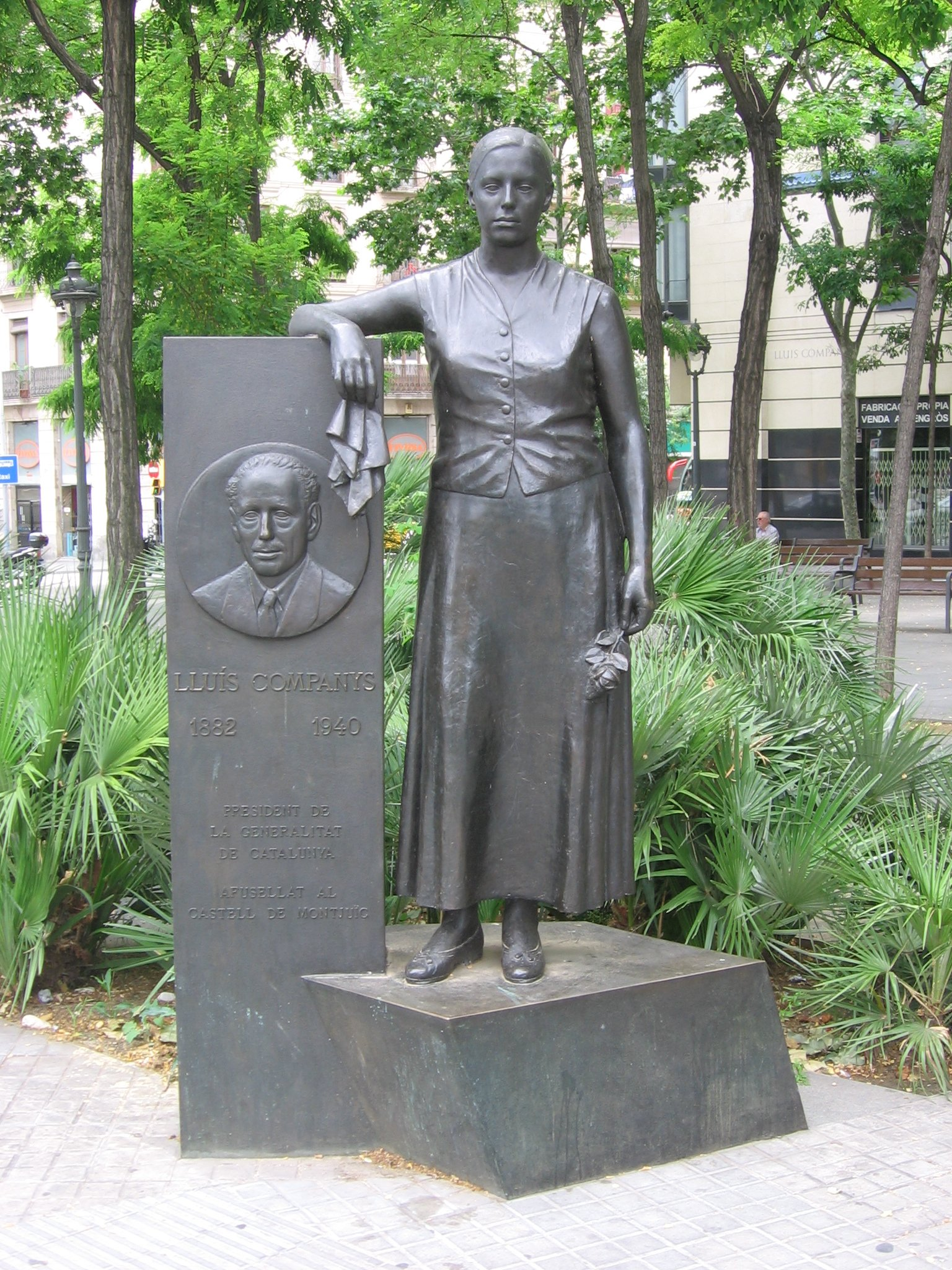
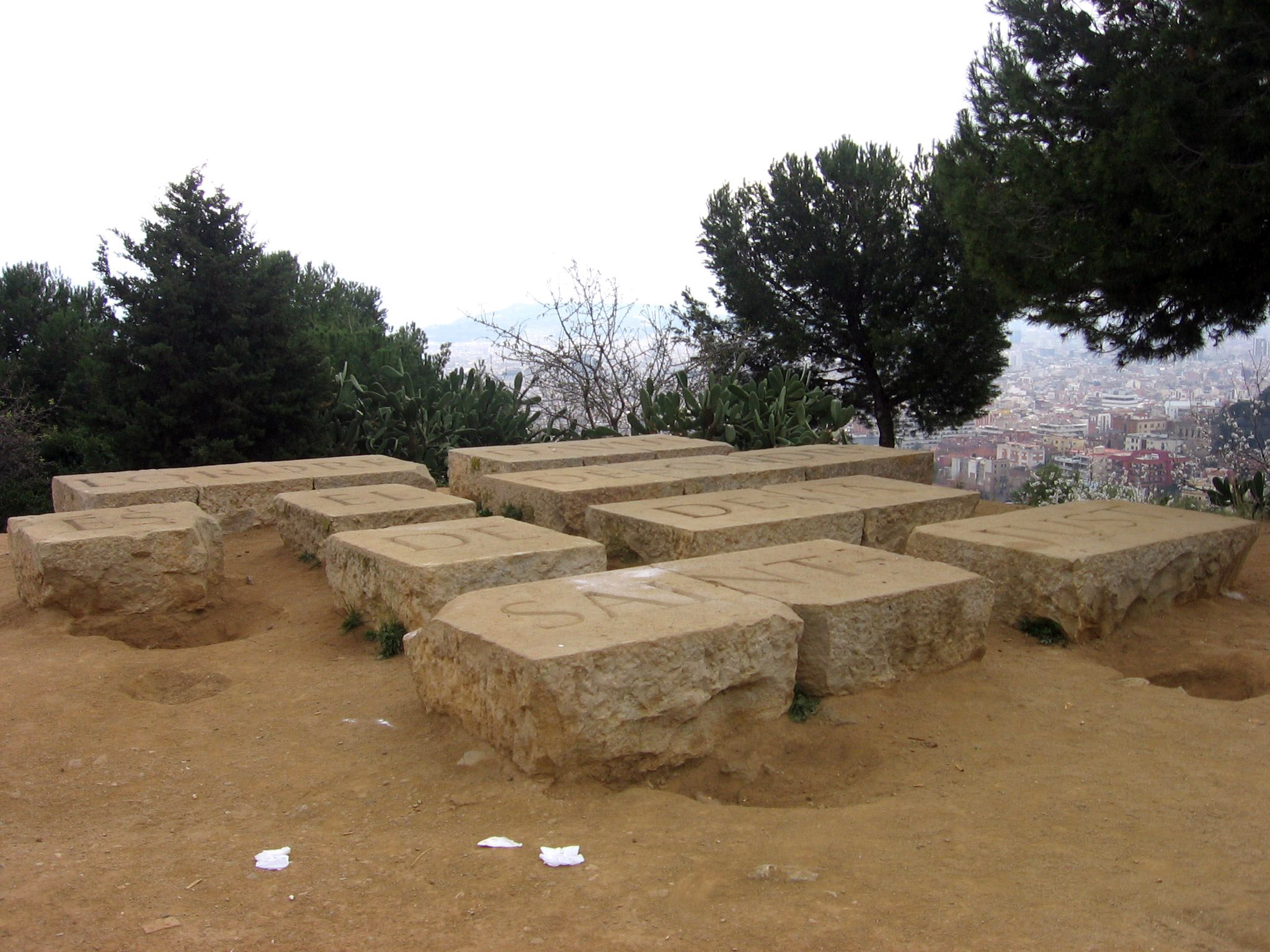

شهد القرن العشرون انتشار مستمر للنصب التذكارية في الميادين العامة ببرشلونة، إتباعا للعرف السائد الذي بدأ مع الاحتفال بالمعرض العالمي.
وشهد هذا القرن أكبر عدد من الأعمال الموضوعة في طرق المدينة العامة. ومن الجدير بالذكر أن نطاق المدينة قد اتسع بدرجة كبيرة خلال منعطف القرن نتيجة لضم العديد من البلدات المحيطة والتي أصبحت مجاورة لبرشلونة مثل: سانتاماريا، لى كورتس ساريا، سانت غيرفاسى دى كاسرول، غرنيس، سانت اندرو بالومار وسانت مارتى دى بروفنسال في عام 1896, وهورتافى عام 1904 , وساريا في عام 1921.
كان الوضع السياسي في القرن العشرون مضطربا؛ بداية من انتهاء الحكم الملكي، مرورا بالجمهورية الثانية، وحتى الوصول إلى الحرب المدنية التي انهت الحكم الديكتاتوري، ومن ثم عودة الحكم الملكي يليه الحكم الديمقراطي.
وعلى المستوى الاجتماعي، فان هذا القرن قد شهد وفودا من المهاجرين إلى المدينة مما ترتب عليه مشكلة زيادة عدد السكان؛ فإذا كان العدد يبلغ 530000 نسمة في عام 1900, فان العدد قد تضاعف في عام 1930 ليصبح 1009000 نسمة. وبين عامي 1970 و 1980 قد بلغ الحد الأقصى للحصة إلى 1754900 حتى وصل في نهاية القرن إلى 1500000 نسمة.
 تم افتتاح النصب التذكاري للطبيب روبرت في عام 1910  ، مكرسة للطبيب والسياسي الكاتالوني بارثولوميو روبرت، العمدة بين مارس وأكتوبر 1899. كلف النحات خوسيه ليمون و تصميمه احتوى أيضا المهندس لويس دومينيك أنا مونتانير. الموقع المختار كان ساحة الجامعة، حيث وضع حجر الأساس في عام 1904.قررت السلطات الجديدة لفرانكو في عام 1940  إزالة النصب التذكاري الذي تم تفكيكه وتخزينه في مستودع البلدية، حتى تم ترميمه في عام 1977، على الرغم من ذلك في أي مكان آخر في بلازا دي تطوان. النصب يأخذ قليلا الشكل الهرمي، ويقع على قاعدة من كتل حجرية تشكل  بنية عضويه مماثلة لتلك التي كانت تمارس في وقت غاودي باسم كازا ميلا. التمثال مصنوع من جبهة برونزيه ويعرض سلسلة من الشخصيات من مختلف الطبقات الاجتماعية، بالاضافه إلى رموز الموسيقى والشعر وإشارات إلى المخدرات، وهناك يظهر فوق تمثال الدكتور روبرت حكاية المجد. في الجزء الخلفي هناك مجموعة أخرى مع شخصيات مختلفة حول مركزية تمثل الطب.
خلال عام 1910،  نظمت لجنة ايكزامبل المسابقات المختلفة لوضع   بعض الزينة والنوافير في هذه المنطقة.  كان الفائزفى عام 1911 جوزيف كامبنى الذي وضعت ثلاثة مصادر: ترينكسا روندا يونيفرسيتات / بلايو ؛  الضفدع  كورسيكا / قطري ؛  الولد اباريق , في بلازا يوركينوانا. كان ادوارد النتورن المختارفى 1913, المؤلف لثلاثة مصادراخرى:مصدر المزارعين  في بلازا لاتمندى ؛  نافورة السلاحف  في بلازا دي غويا ؛ نافورة بلانجانا  (أو  نيجريتو '), في بروك / قطري. تم الموافقة  في عام 1920على واحد فقط، مصدر ساردانا لفريدريك مارس في بلازا دي تطوان.  استقر في عام1921على  مصدر رايدينج هود  لجوزيف تناس، باسيو سان خوان / روسيون. في عام 1924 مصدرافيبولملاك تراش قطري / بايلين ؛ وأخيرا في عام 1925 اثنين من فريدريك مارس:  الديك  في ساحة بنفس الاسم ؛ و البطة في فلينشا/اناموراتس. مصدر آخر كان وقت ديانا  (1919) لفينانشي فالميتجانا، وتقع في غران فيا دي روجر لاوريا; قد حقق المؤلف هذا الرقم من إلهة الصيد في عام 1898 في الأصل عارية، ولكن عندما كلف نافورة أمره إلى تغطية ذلك مع رداء.
في عام 1917 انتقل إلى بارك دى لا كيوتاديلا -في ما كان النحت القديم الفناء آرمز- الحزن  من خوسيه ليمون، مركزبركه بيضاوية الشكل  الواقعة في الجبهة القديمه للترسانة العسكريه التي يتم فيها اليوم استضافه برلمان كتالونيا. العمل الذي تم عمله في 1903وأصبح شعار المدينة. وهو شكل امرأة نصف عارية رأسها بين ذراعيها، في موقف اليأس، كما يدل عنوان. في عام 1984 انتقل إلى المتحف القومى للفن في كتالونيا (منك) وبدلا من ذلك وضعوا نسخة.
تم فتح العديد من المعالم الأخرى في السنوات التالية  مخصصة لشخصيات: 1918 شيدت  نصب للفنان ايسكل سولير،  عمل باو جارجالو، في بلازا دي سان أغسطين. في العام التالي وقفت في تجلط في  النصب كانونج رودو  في ذكرى الرجل الذي كان عميد سانت مارتن، أول العمل العام فريدريك غزير النحات السنوات اللاحقة ؛ العمل الذي تم تدميره في عام 1936 واستبداله بآخر من نفس المؤلف في عام 1954. افتتح في عام 1924 النصب الأب فرداجير, في الساحة التي تحمل الاسم نفسه، مكرسة للكاهن والكاتب، واحدة من أهم كتاب اللغة الكتالانية القرن التاسع عشر. فكرة إقامة نصب تذكاري الشاعر الشهير نشأت بعد وفاته في عام 1902، ولكن لم تتبلور حتى عام 1913 عندما فاز في مسابقة النحات جوان بوريل نيكولاسبالتعاون مع المهندس المعماري جوسيب ماريا. بوريل تهمة شخصية الشاعر والدرابزين -ثلاث شخصيات استعاريه، مشيرين إلى الشعر الشعبي وملحمة بينما الاخوة مايكل ولوسيان اوسلى النهائية، هو المسؤول عن الإغاثة من القاعدة، مع مشاهد من قصيدة أتلانتس  المؤلف الكاتالوني.

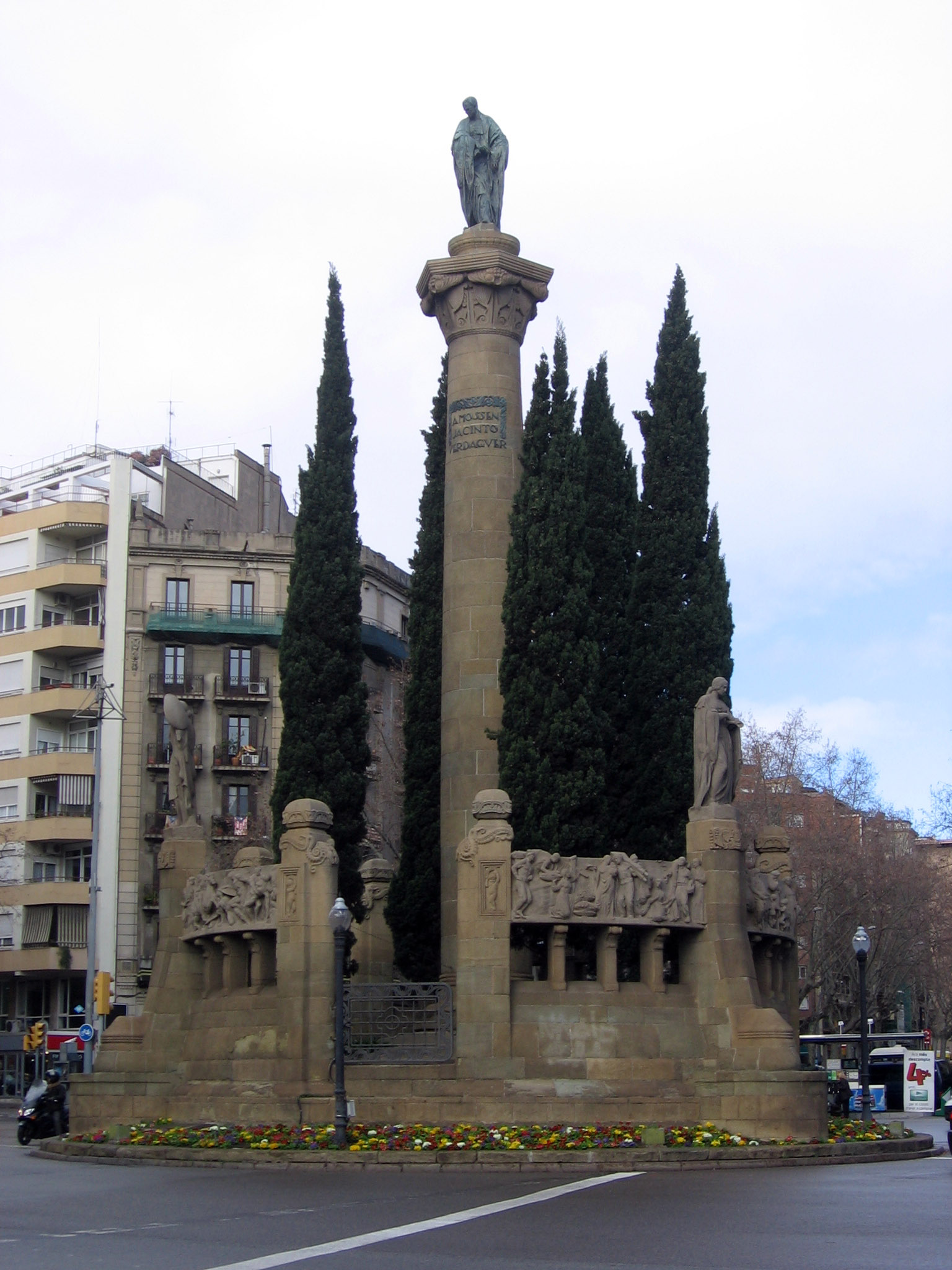
نصب Jacint Verdaguer (1924) ، متماصف مربع من جوان بوريل أنا نيكولاو.

وكانت المعالم الأثرية الأخرى التي صنعت في عام 1920 هي: كما هو مدون في كتاب دكتور أندريو إصدار عام (1927)، تكريما للكيميائي سلفادور أندريو، وذلك من أجل الترويج لتنميةتيبيدابو الذي صنع أول نصب تذكاري وتمثالا للشرف، وأعمال إنريكي ساجنير وأوسيبيو أرنو التي دمرت خلال الحرب الأهلية في عام 1952 واستعيض عنها بتمثال لامرأة ترتدي الجلباب وتحمل باليد التقليدية فرع الغار، حيث وضع هذا بواسطة ماريا لليمونا. شخص (1928)، نصب تذكاري على شكل انتصار رمزي مكرس للمهندس الأمريكي فريد ستارك بيرسون، مروج للصناعة الكهربائية في كتالونيا، من قبل جوسيب فيلادومات الموجود في ساحة دي بادربلس، ودوران الطيار (1928)، والنحات خايمي دوران في ذكرى ملازمة السفينة خوان مانويل دوران الطيار من أولترا، الطائرة الأولى التي قامت برحلة عبر المحيط الأطلسي بدون مقياس، وماتت في حادث تحطم طائرة في مونت جويك، حيث وضع نصب تذكاري له على شكل انتصار لادا ومصدر أورورا (1929)، من قبل جوان بوريل تقع في البداية في باسيج دي غراسيا ثم تتفكك إلى عدة قطع منتشرة حول أجزاء مختلفة هي: عربة هيلس في هيل بارك سيلين فاليركا أفينيو، ومينيرفا في مونت جويك، وحورية تمشط شعرها على بلازا جوكيوم فولجورا، وحديقة حيوان النسور. هذه المرة هناك العديد من الحدائق الخاصة التي كانت مدمجة في البداية في الممتلكات البلدية، مثل حديقة جويل ، التي تقع على المنحدر الجنوبي من تل الكرمل ، منطقة جراسيا.
تم تصميمه كتوسع حضري، حيث قد صممه المهندس المعماري غاودي بتكليف من صاحب العمل أوزيبيو غويل ، وتم بناؤه في الفترة بين عامي 1900 و 1914. وأمضى عام 1926 في ملكية عامة. يبرز من درج مدخل الحديقة متناظرة حول منحوتة السمندل، أو التنين الذي أصبح شعار الحديقة وواحد من المعالم البارزة في المدينة ، وهو جزء من مجموعة من ثلاث نوافير مع منحوتات تمثل البلدان الكاتالونية ‏ (كتالونيا الشمال والفرنسية والجنوبية كاتالونيا والاسبانية). فوق الدرج يقف مربعا أو قاعة البهو المعمد  والمسرح اليوناني ، الذي يسلط الضوء على مقعد مزين بسيراميك هش ، من قبل جوسيب ماريا جوجول ‏. في عام 1984، أدرجت اليونسكو في متحف غويل بارك «أعمال أنطوني غاودي» في منطقة ساريا سانت جرفاسي،

هي حدائق تماريتا التي صنعها تودوري نيكولا روبيو في عام 1918، حيث توجد أمام المبنى الرئيسي أربعة تماثيل مخصصة لجميع القارات ذات محيطات أقل، بواسطة فيرجينو أرياس. علاوة على ذلك ، في عام 1924 منحت مدينة برشلونة الملك ألفونس الثالث عشر القصر الملكي في بيدرالبيس ، الذي كان ينتمي إلى عائلة جويل . كان لديه قصر على الطراز الكاريبي قام به جوان مارتوريل ‏، في حين أغلق الحدائق والمزرعة التي كلف بها أنتوني غاودي ، التي لا تزال في نافورة مكرسة لهرقل وهدف الأجنحة ، بما في ذلك بوابة مدخل مع تنين من الحديد المطاوع ، تمثل الجانب ، وصي التنين من تفاحة ذهبية، وفاز بها هرقل في عمله الحادي عشر. بين عامي 1919 و 1924 كان هناك تجديد لتحويله إلى القصر الملكي ، من قبل المهندسين المعماريين يوسابيوس جيد وفرانشيسك نيبوت. ثم وضعوا العديد من التماثيل لتزيين الأراضي ، من بينها كانت إليزابيث الثانية تقدم ابنها ملك المستقبل ألفونس الثاني عشر في برشلونة ، عمل أجابيتو فالميتجانا 1860؛ أو انثي عارية راكعة من قبل جوان بوريل في عام 1916. وضعت 1930 أيضا عارية من كازانوفاس إنريش.

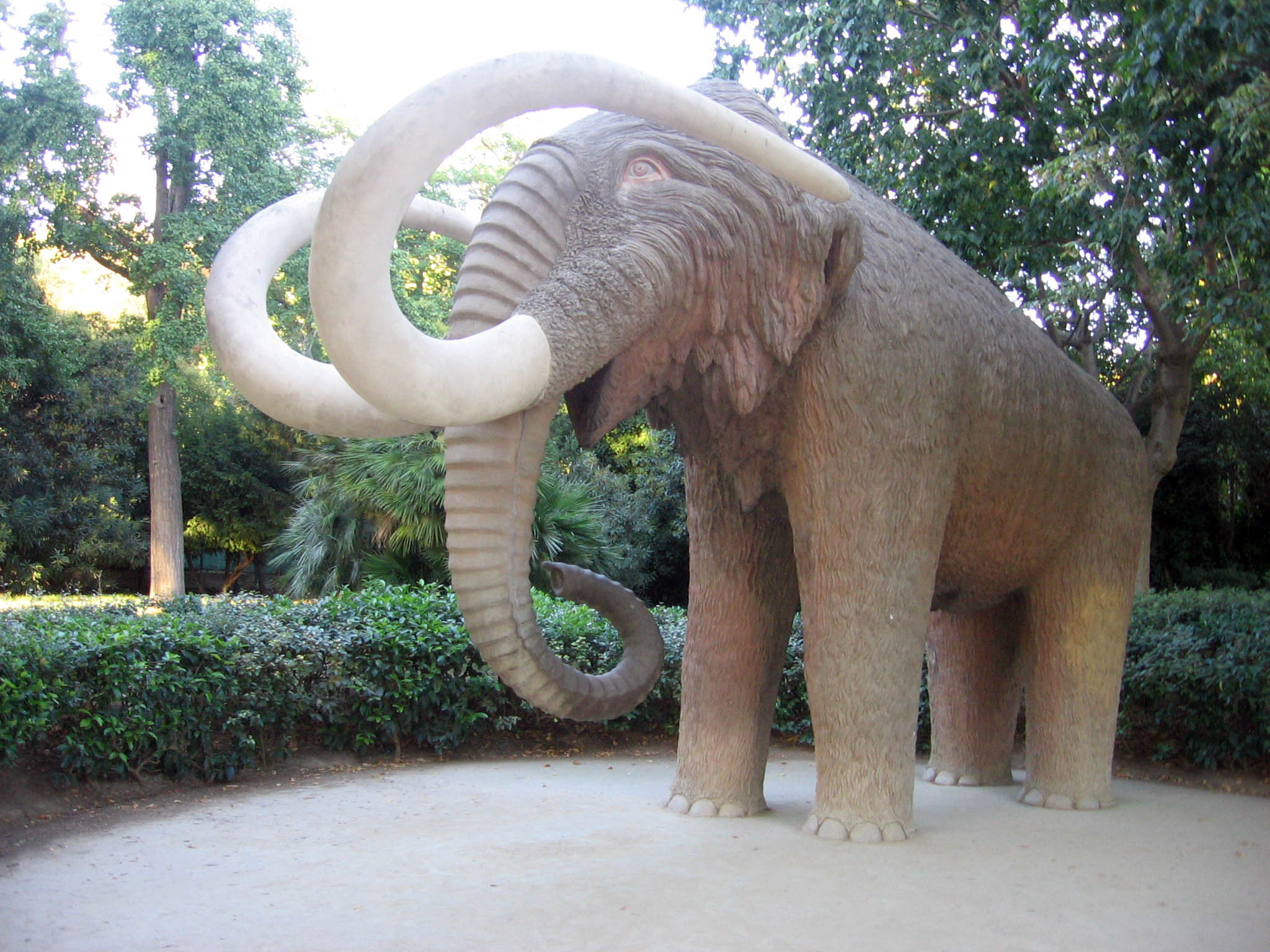
Mamut (1907) من ميجول دالماو, Parc de la Ciutadella.
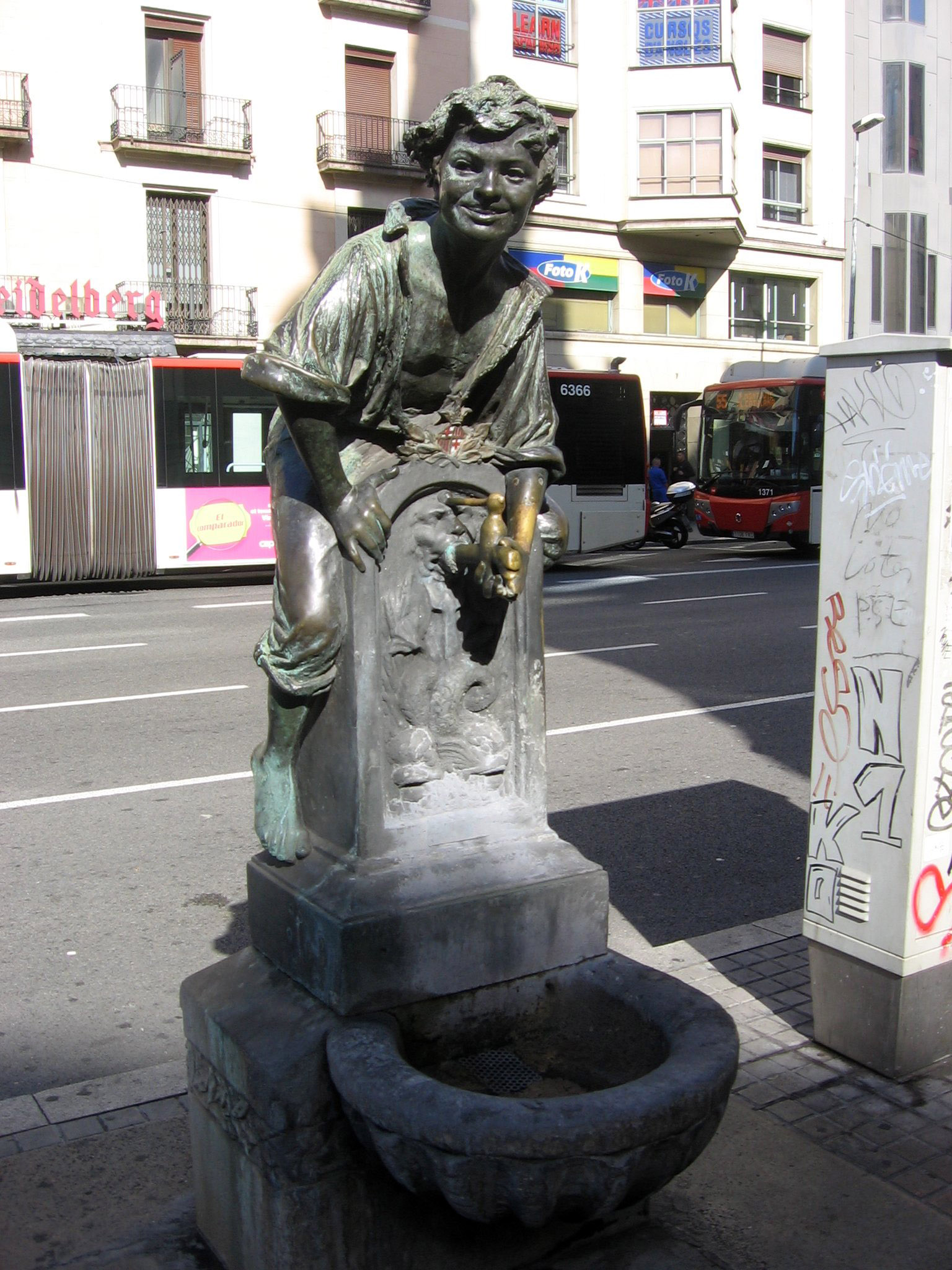
الخط ديل Trinxa (1911) من جوسيب Campeny, Ronda Universitat/Pelai.
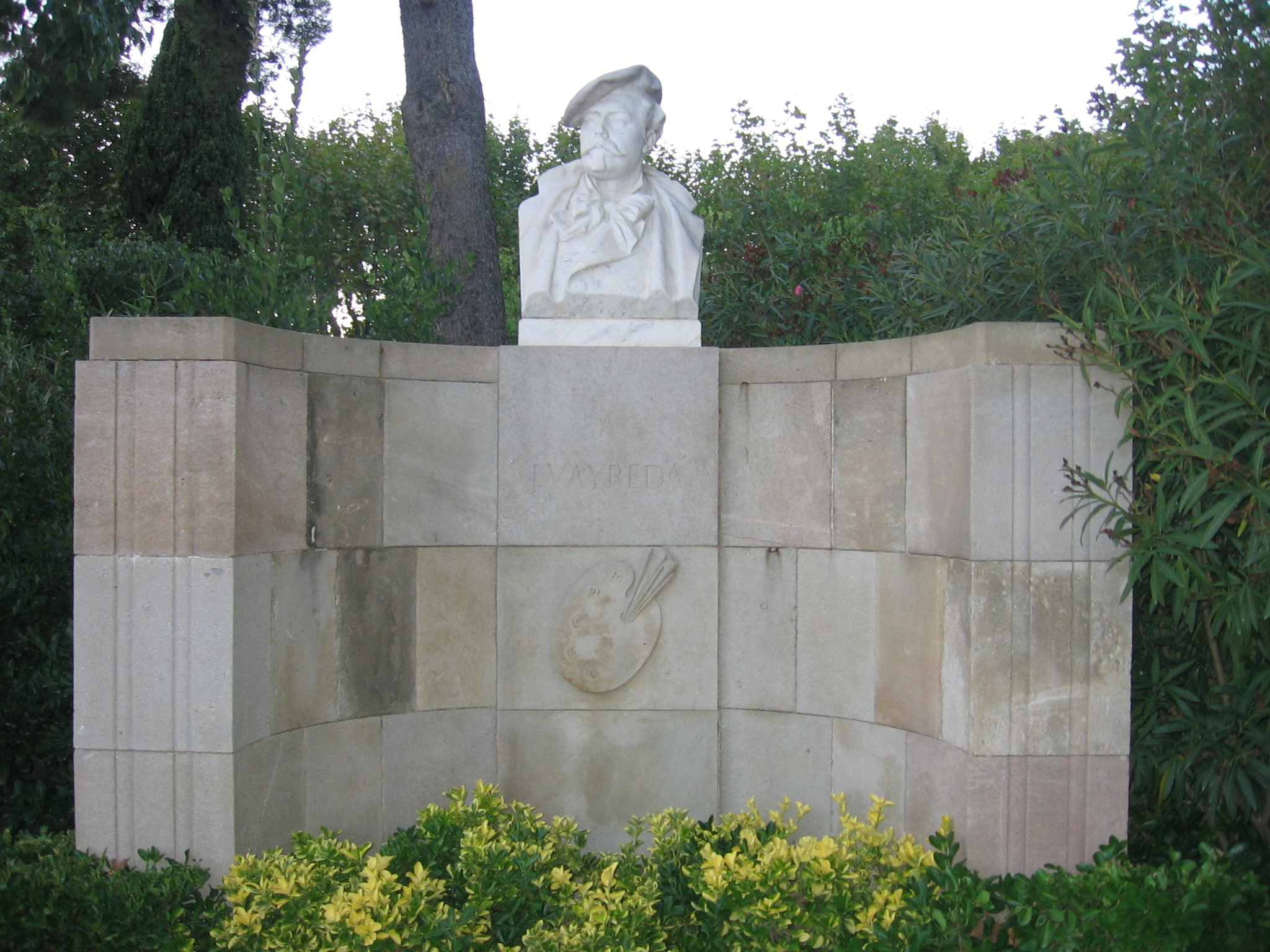
أ جواكيم Vayreda (1915) من مانويل Fuxà, Parc de la Ciutadella.
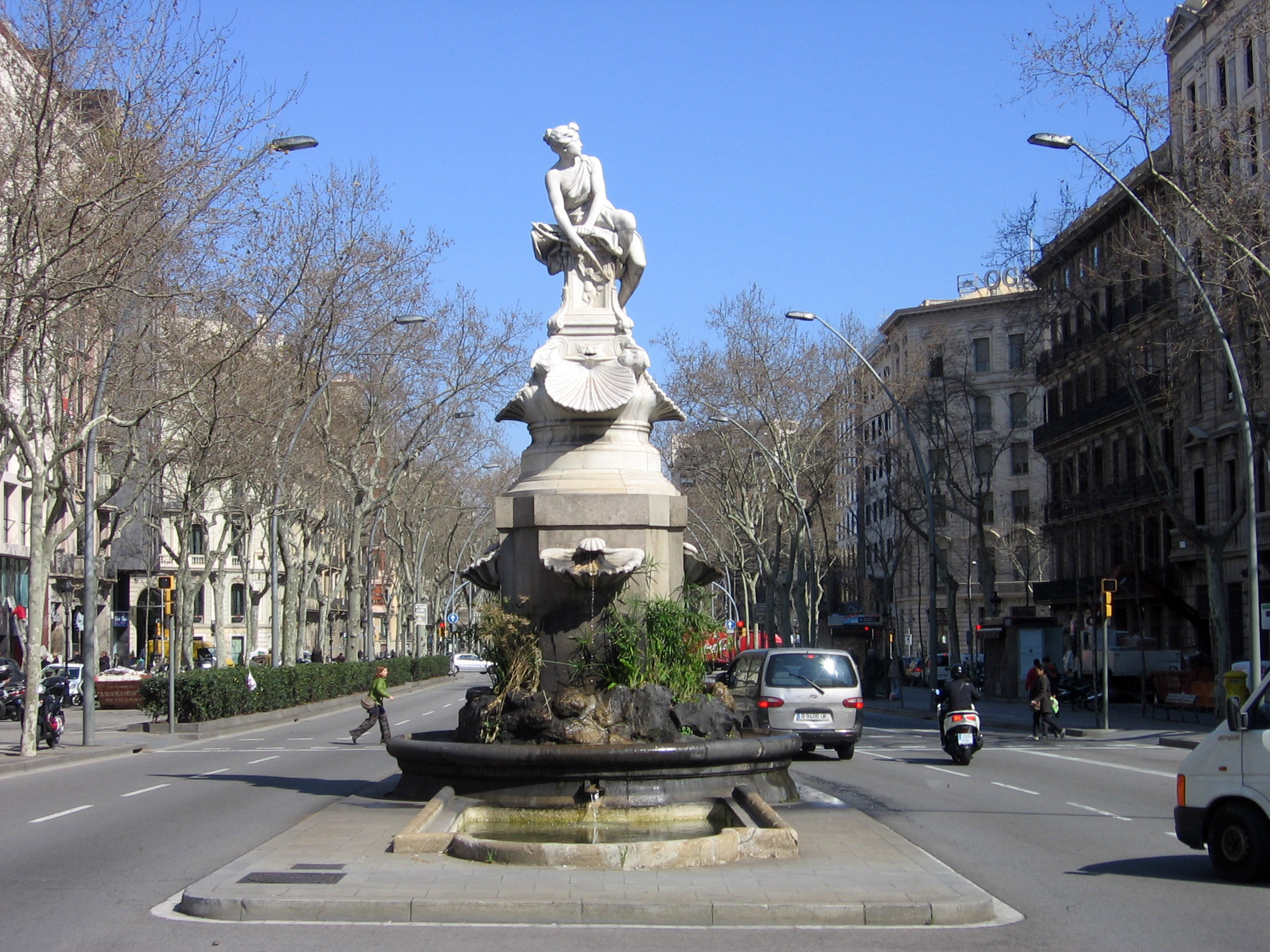
الخط دي ديانا (1919) من Venanci Vallmitjana, Gran Via amb دي روجر Llúria.
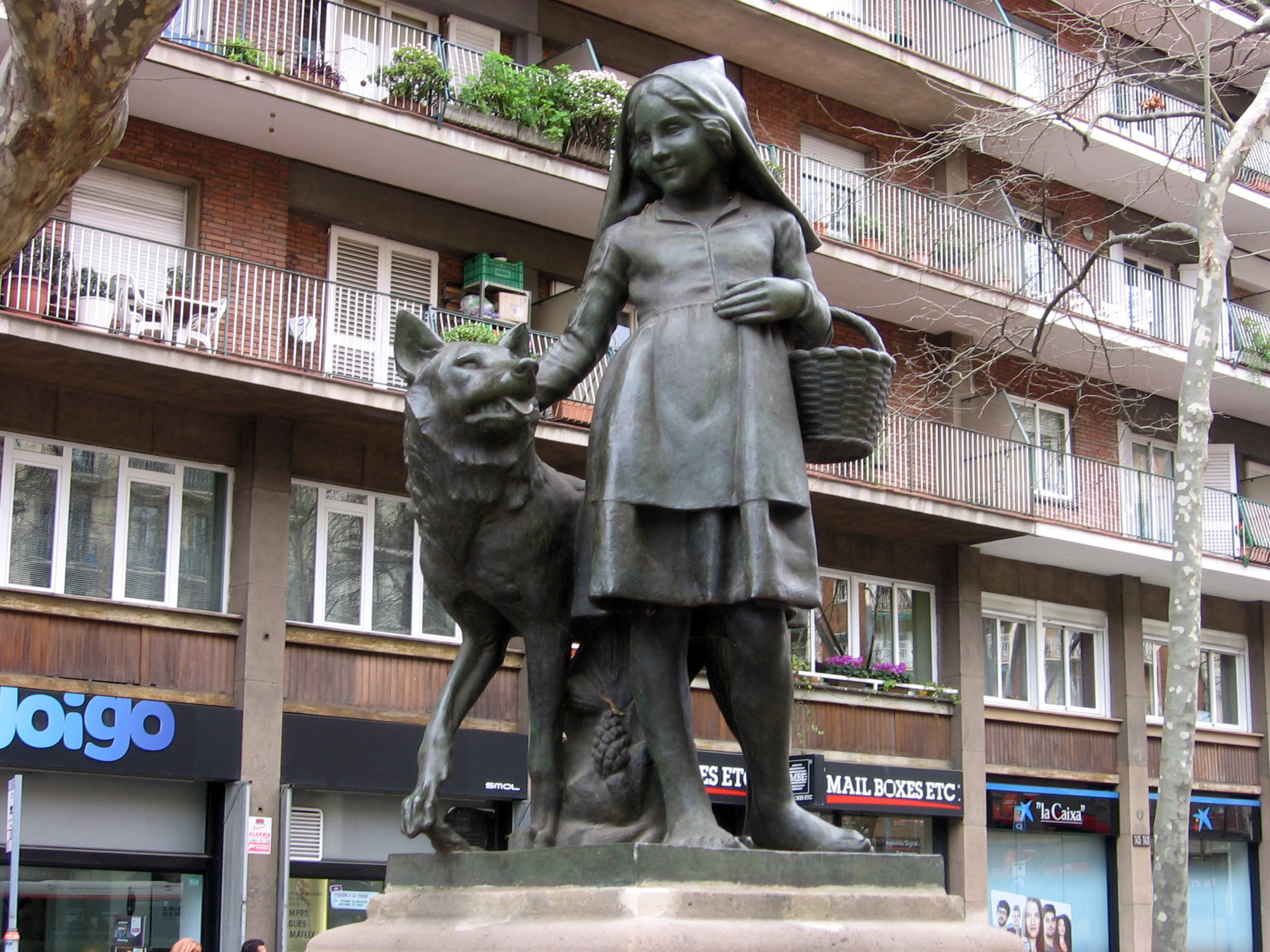
الخط de la Caputxeta (1921) من جوسيب Tenas, Passeig de Sant Joan/Rosselló.
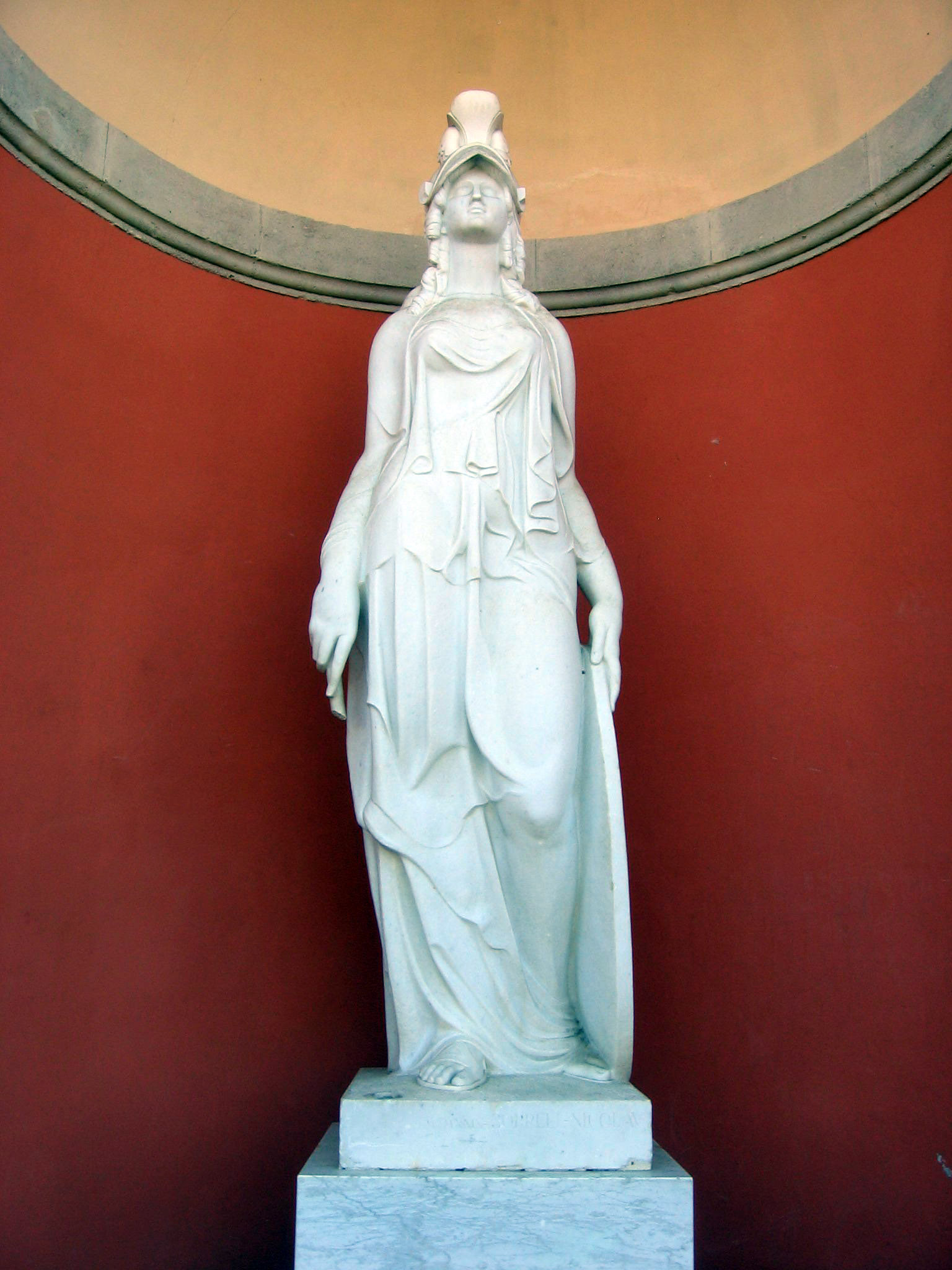
Minerva, ديل conjunt de la Font de تاورمينا (1929) من جوان بوريل أنا نيكولاو, Passeig de Santa Madrona, مونتجويك.
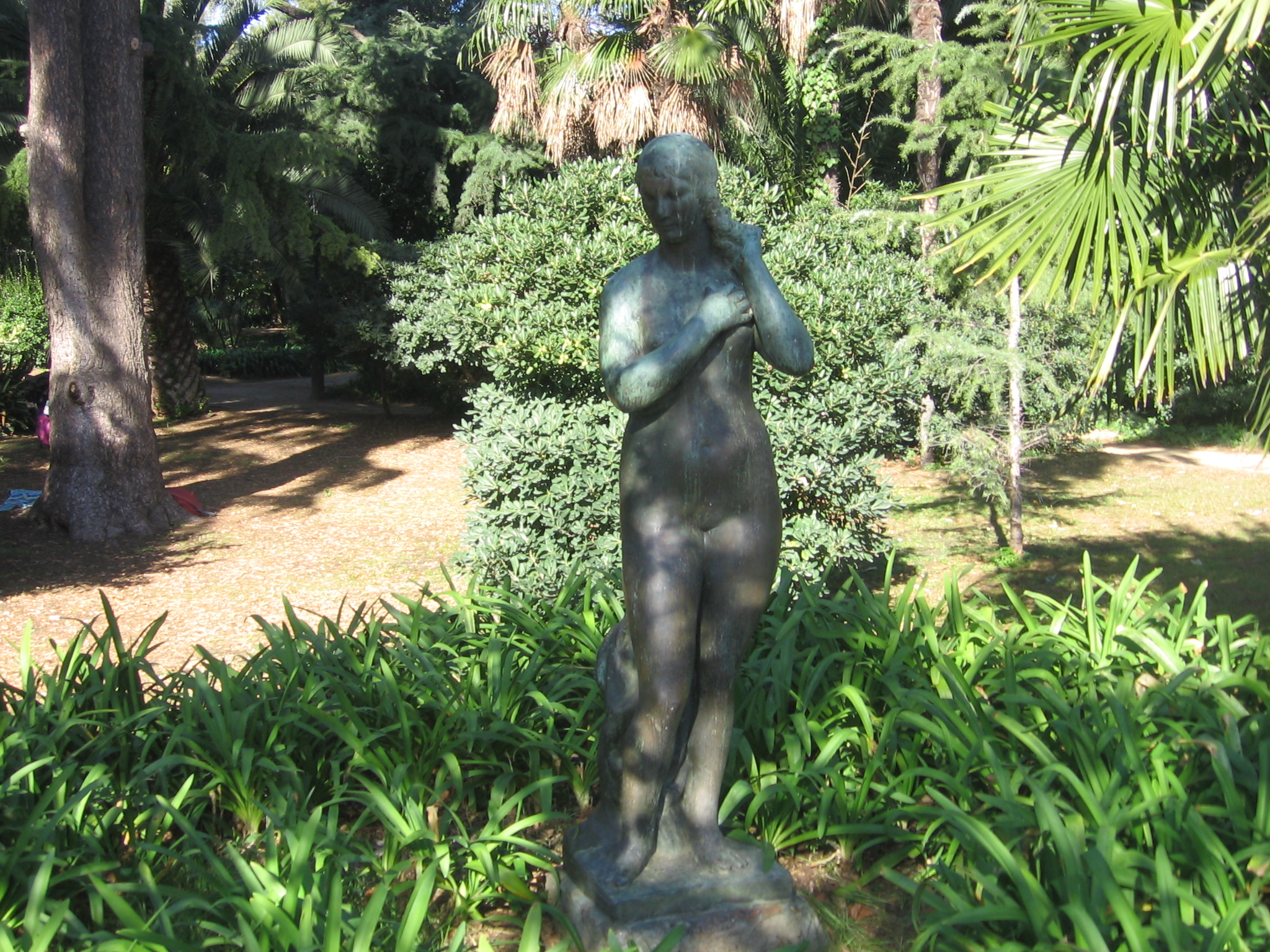
نو (1930) من أرجنتينية كازانوفاس, Palau Reial دي بيدرالبيس.

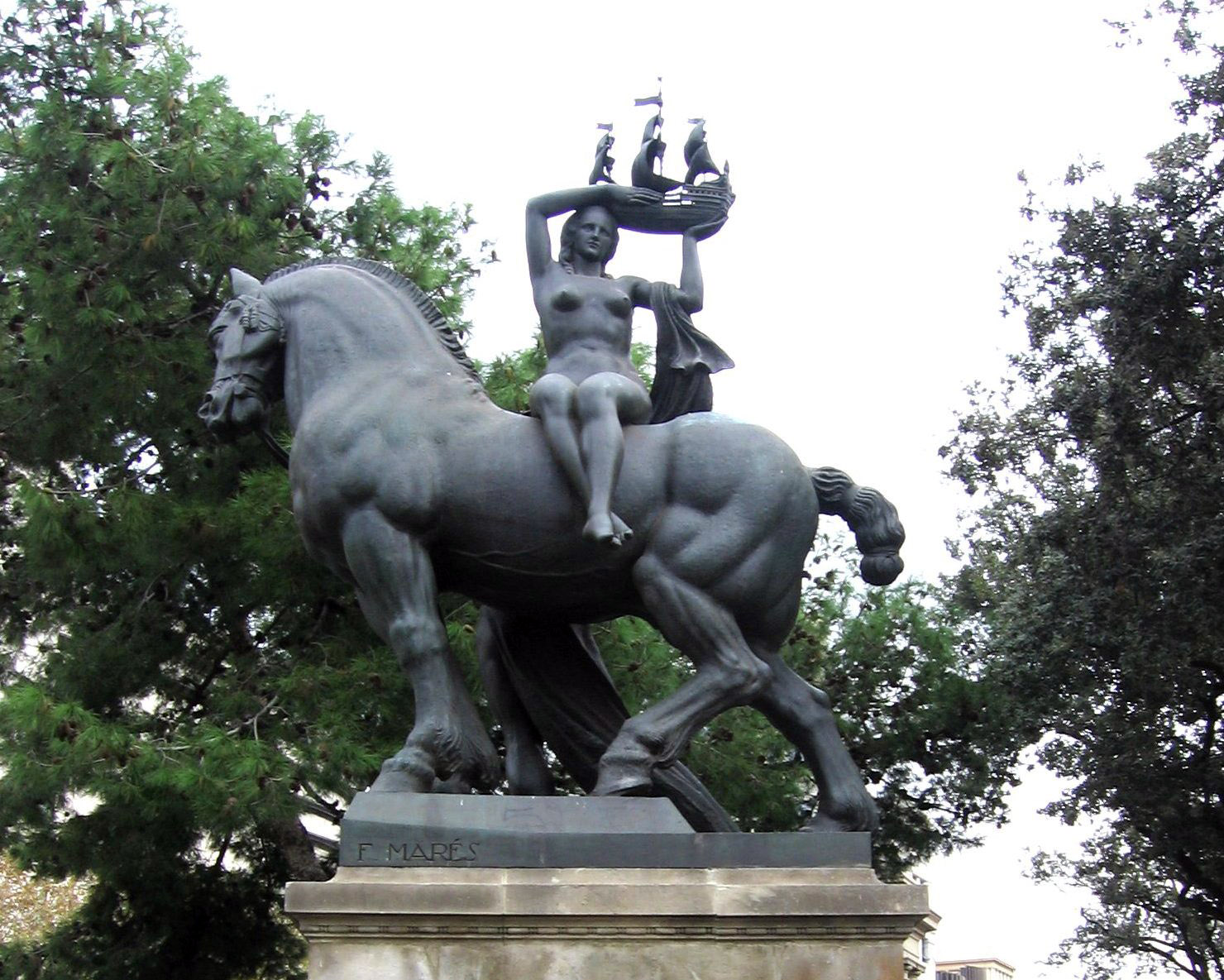
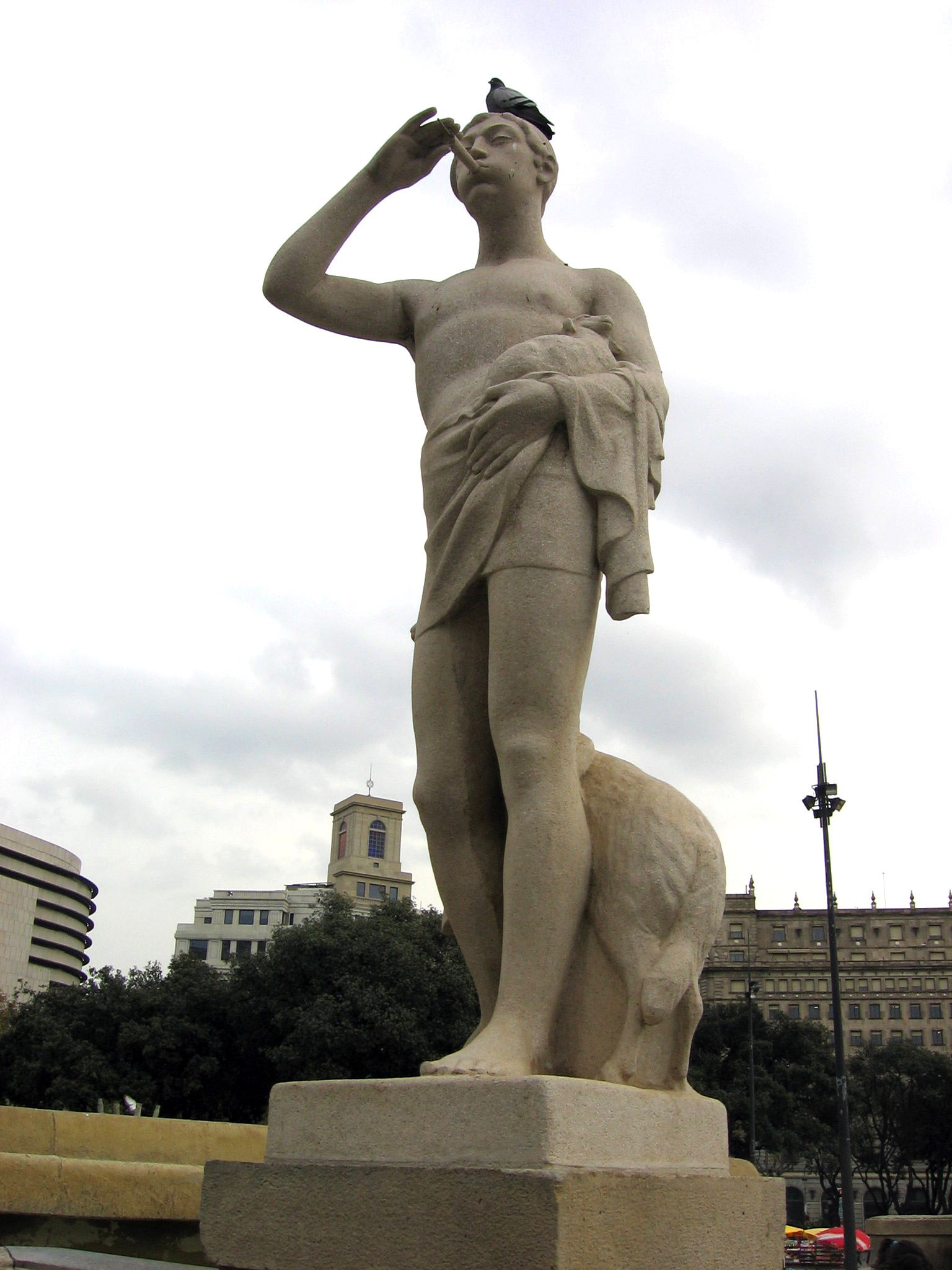
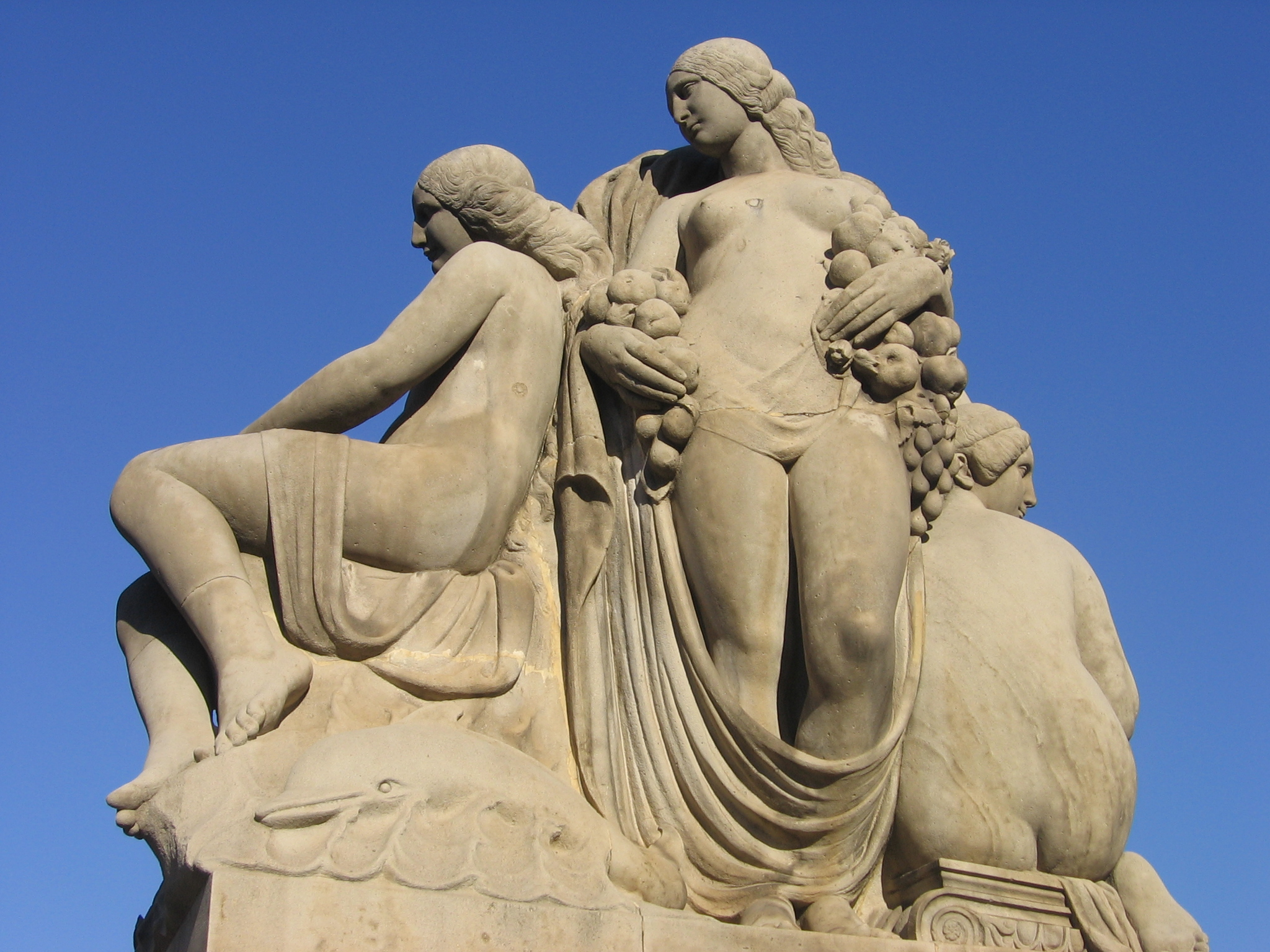
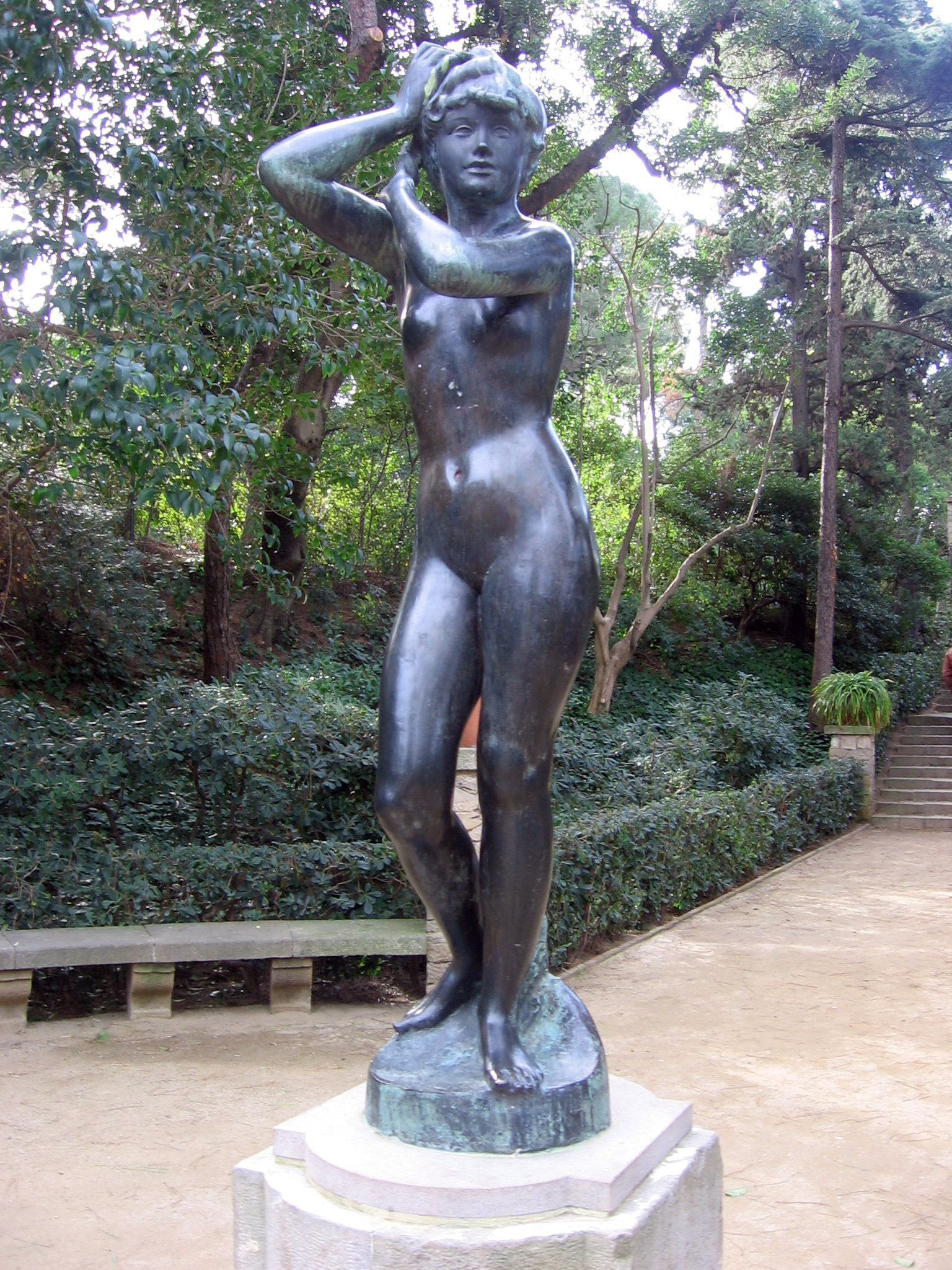
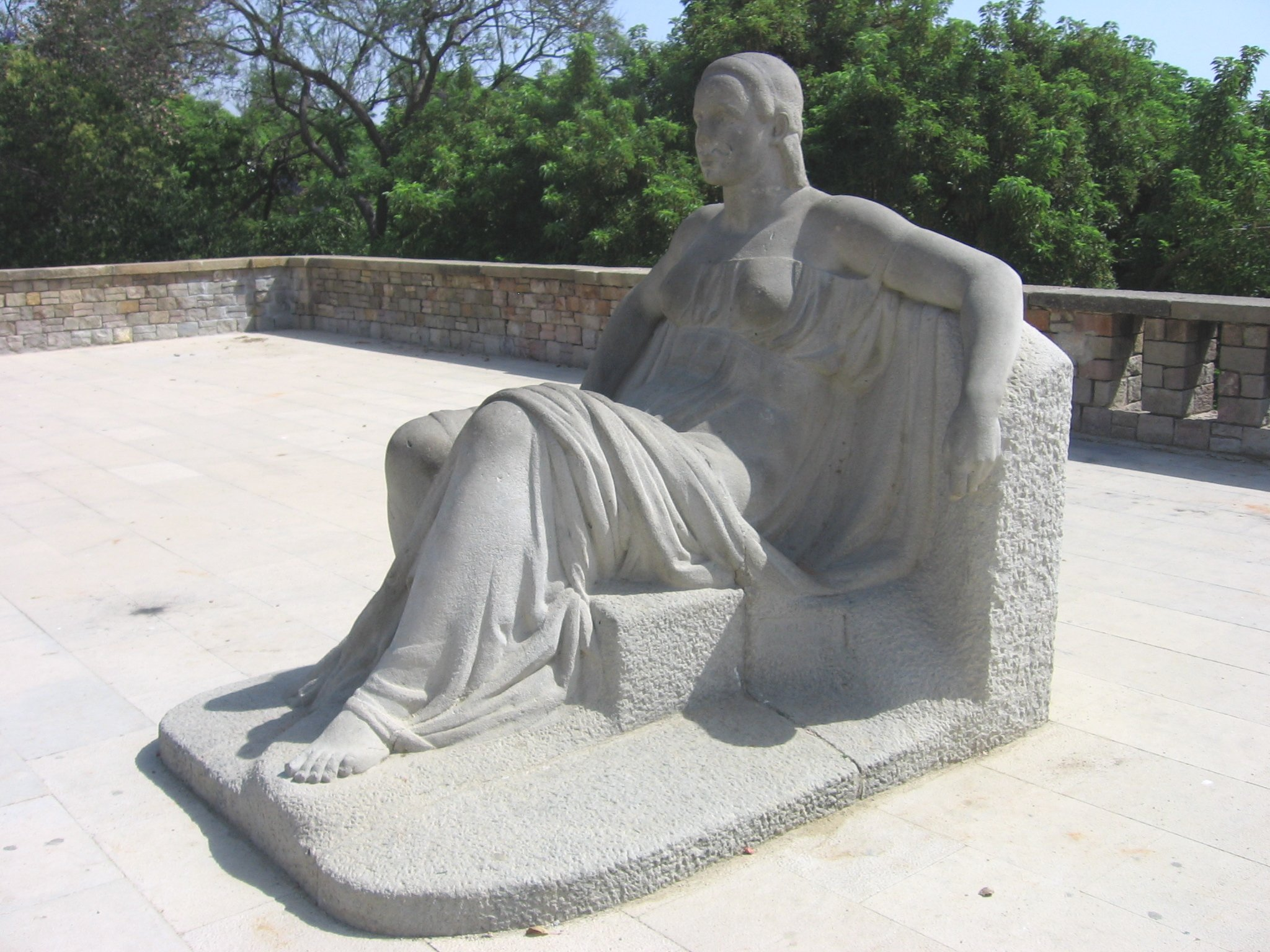
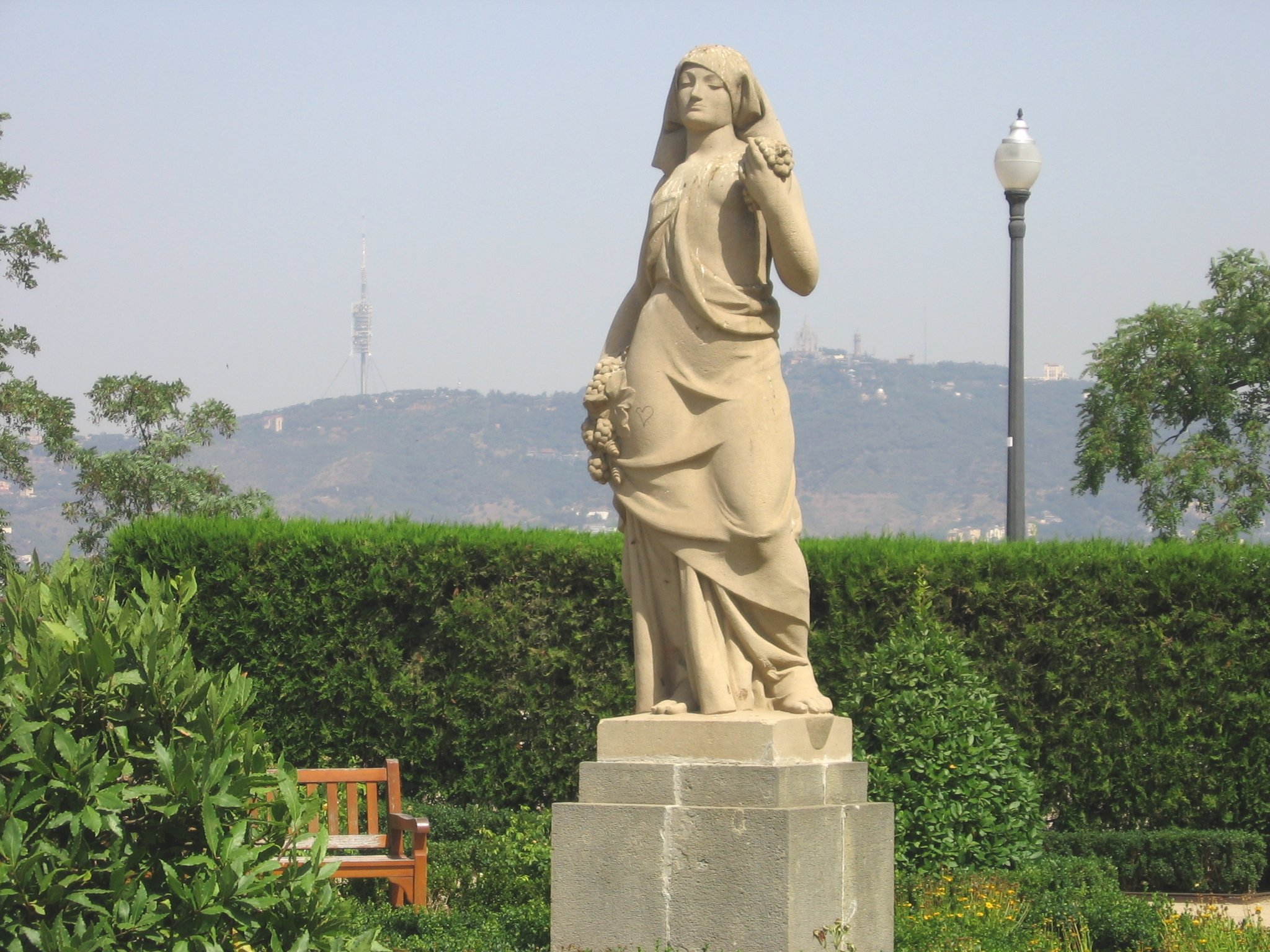
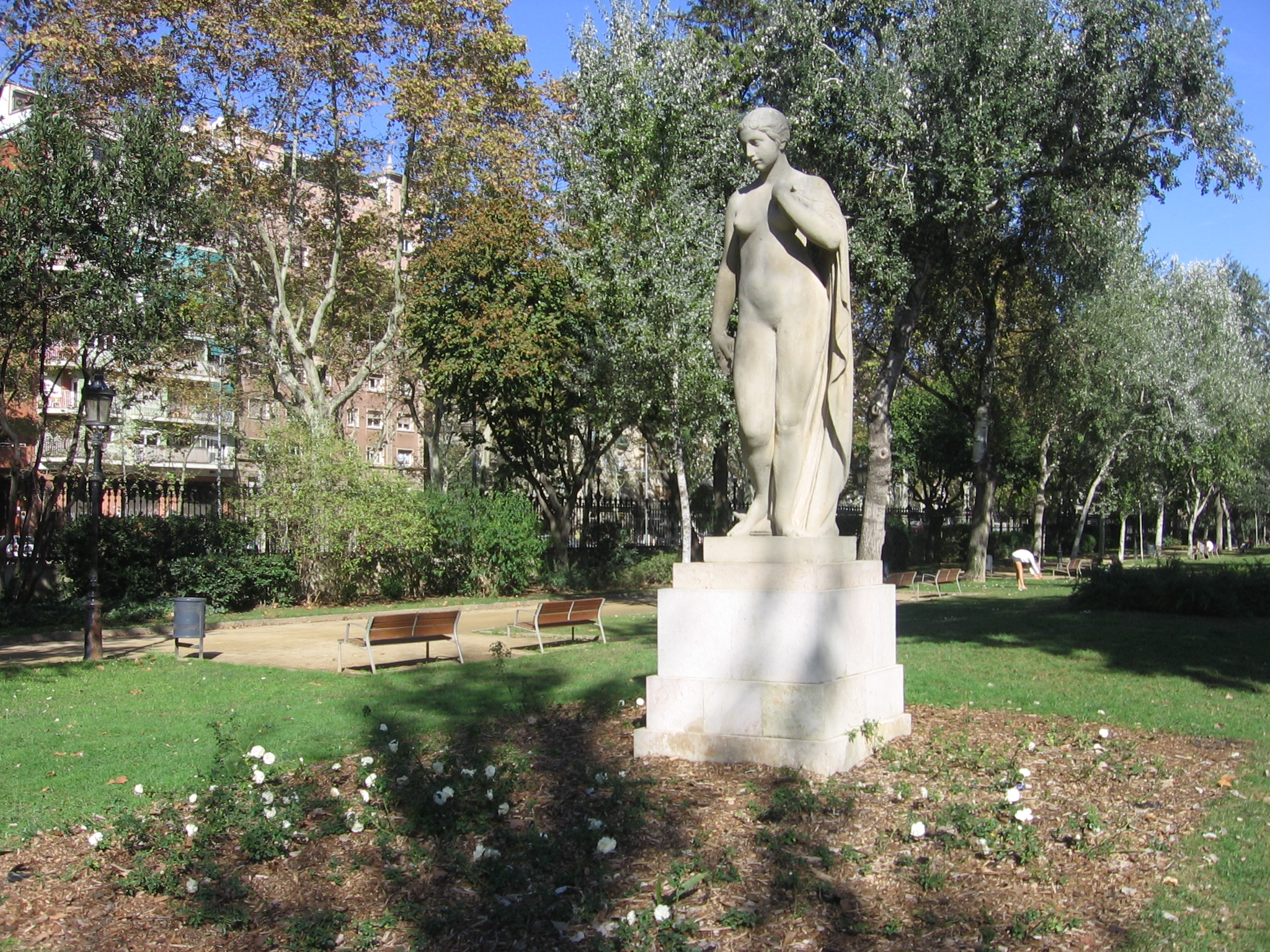
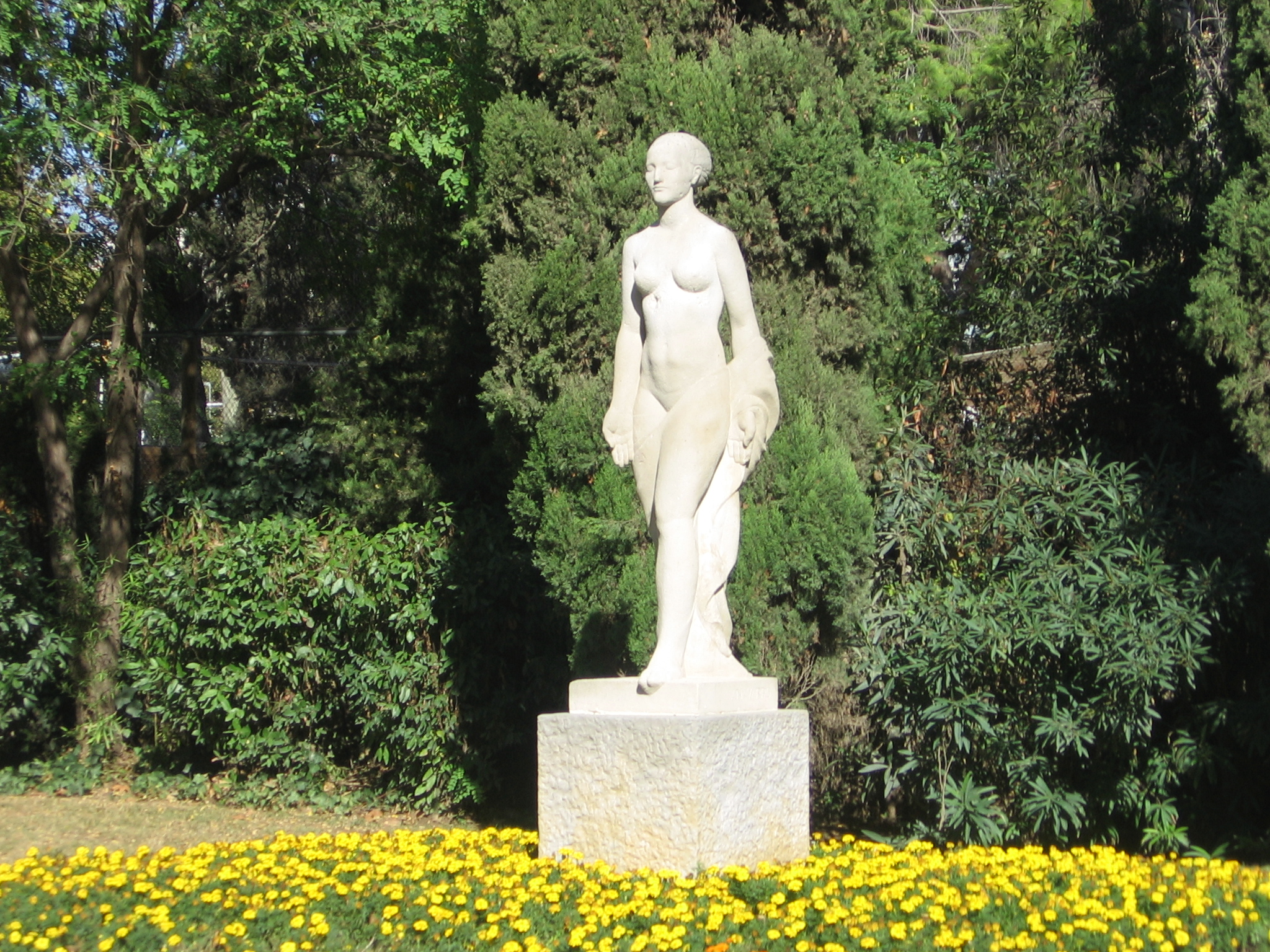
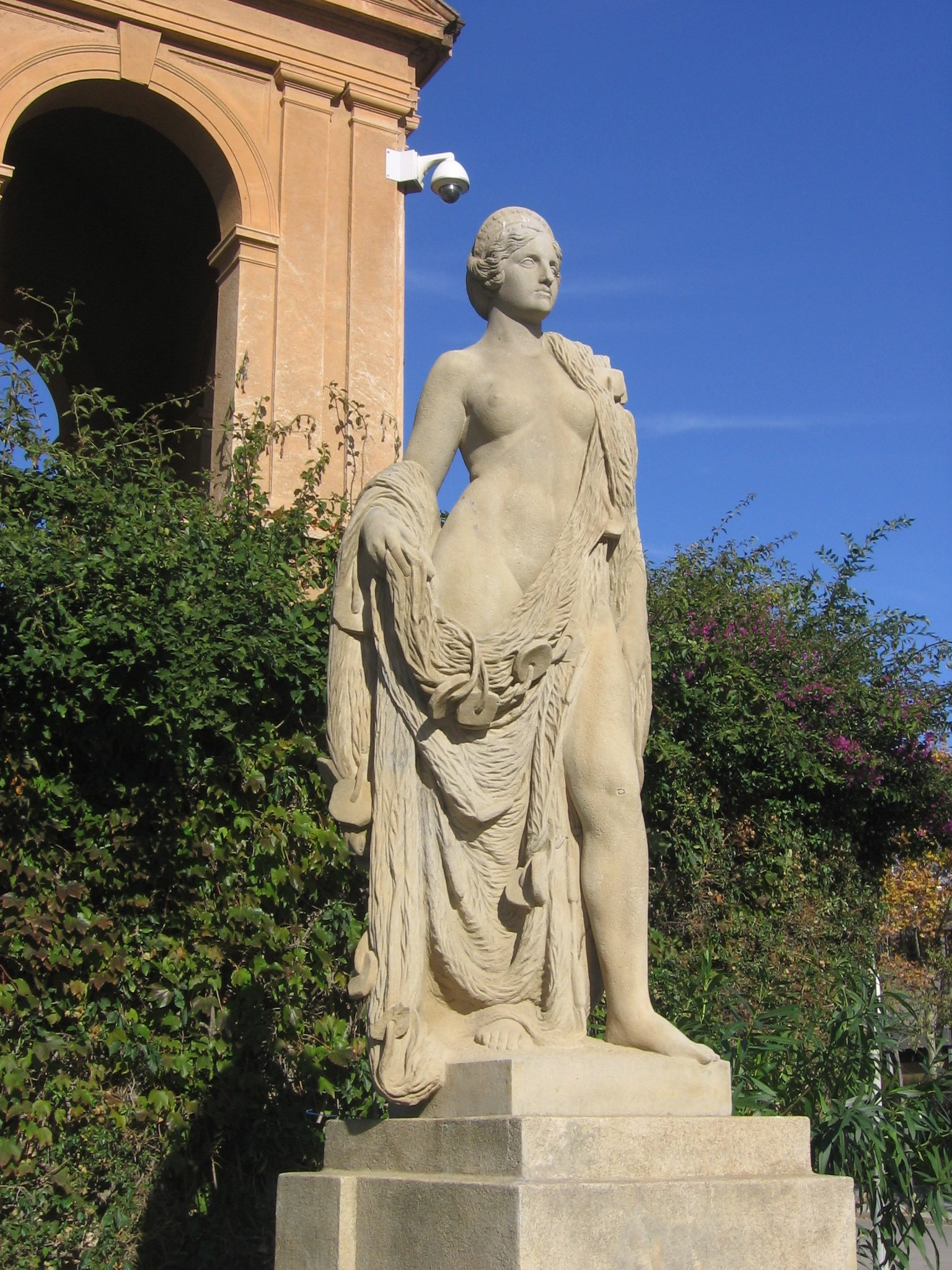
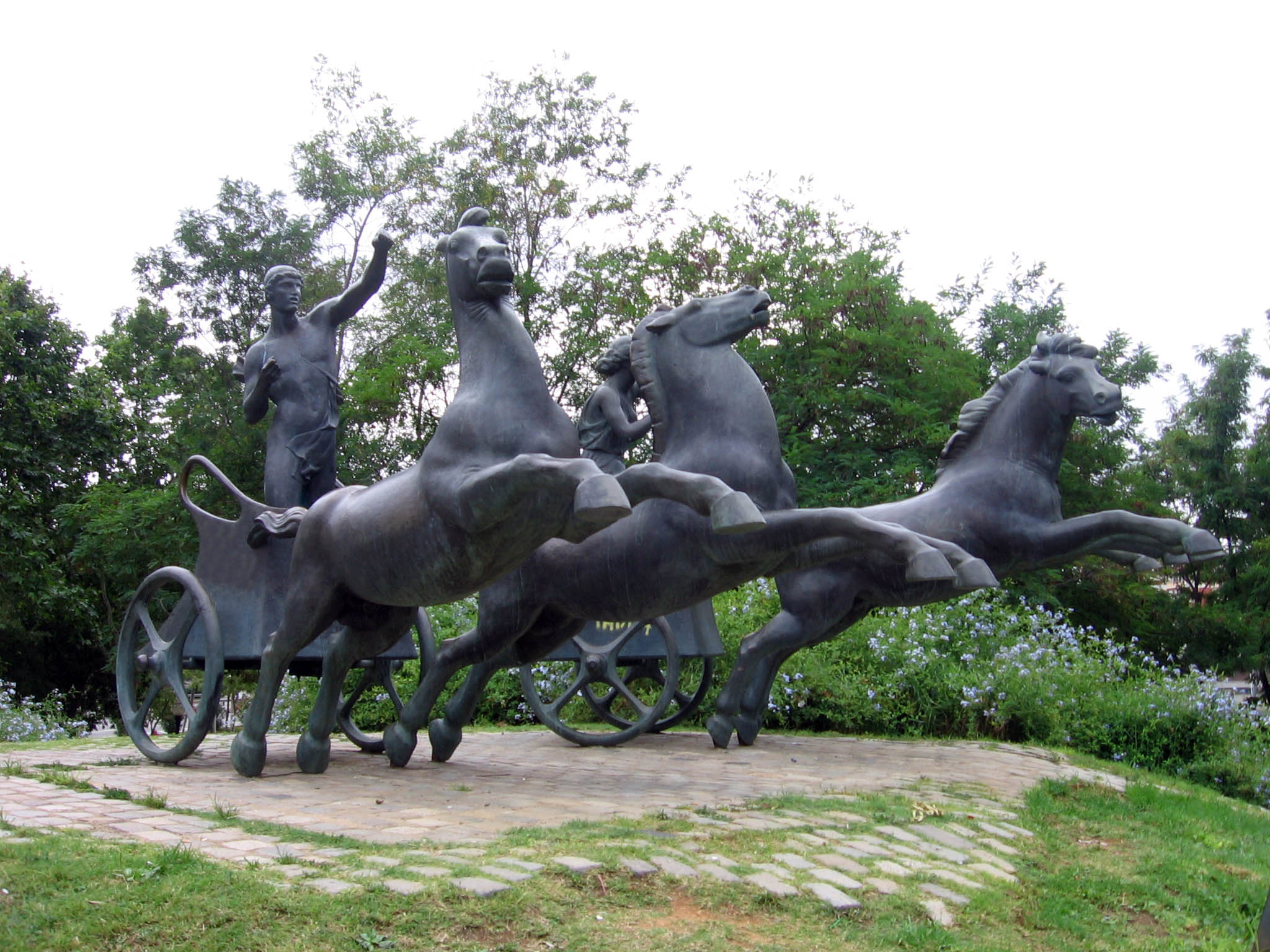
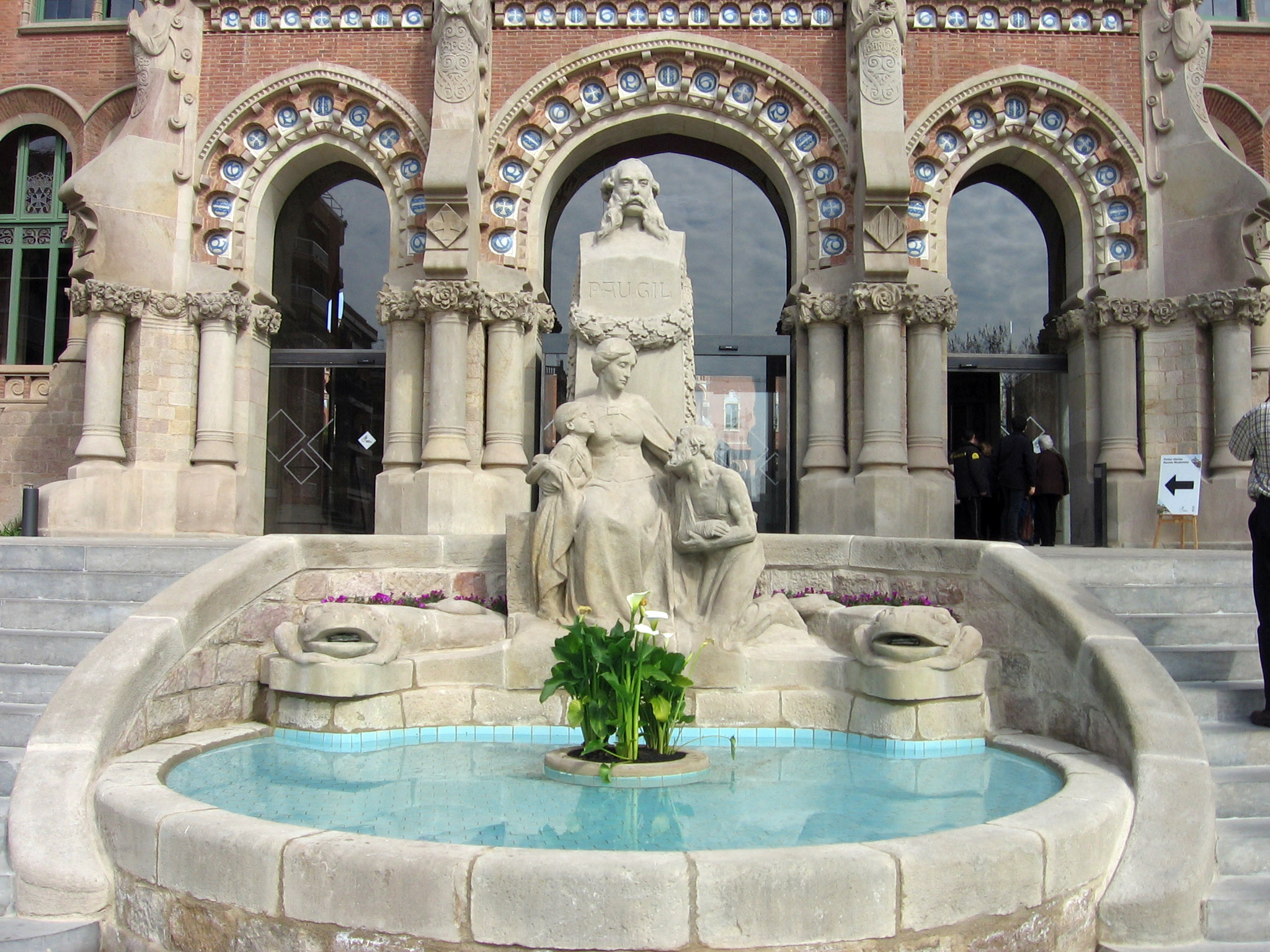
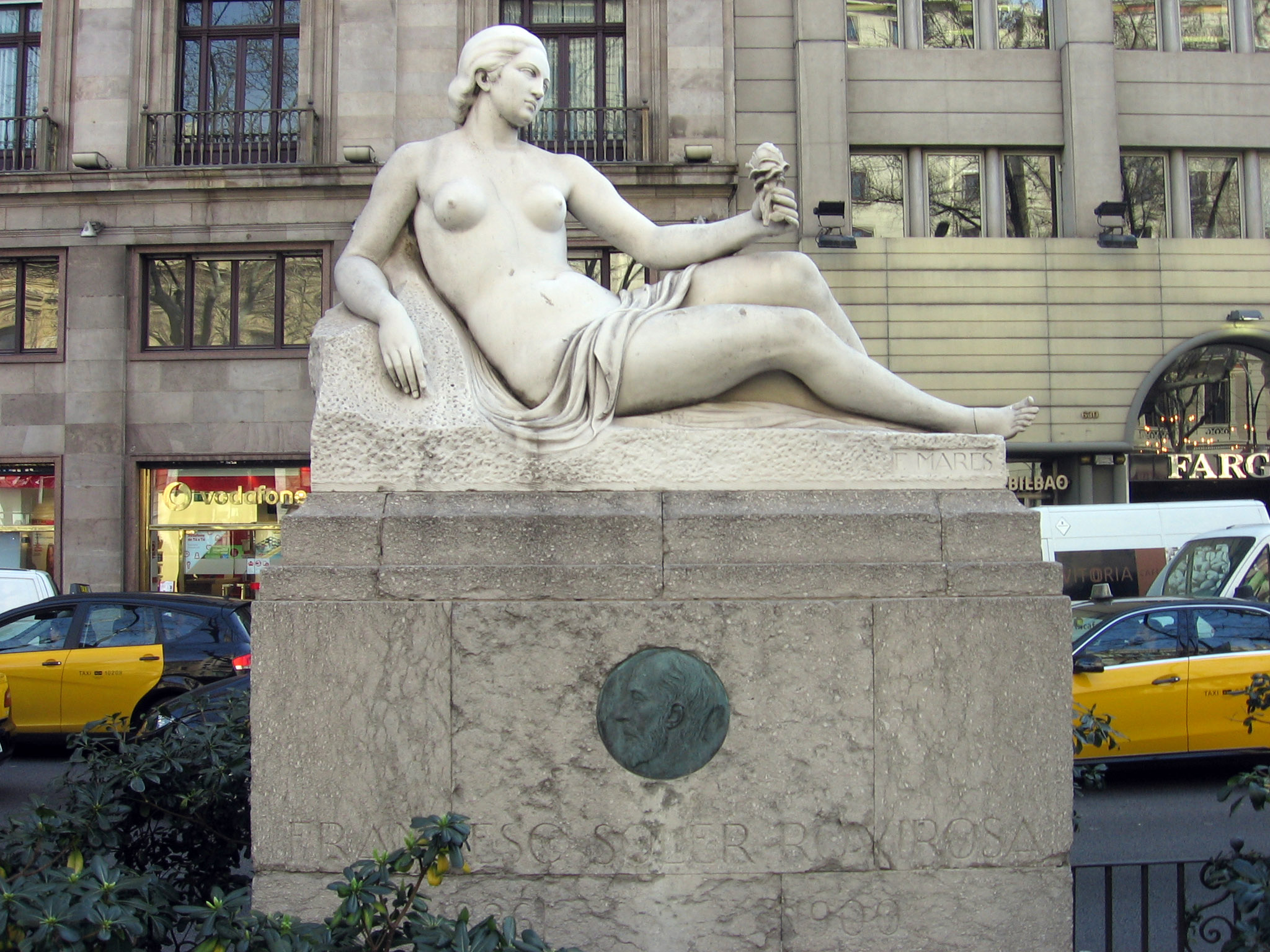
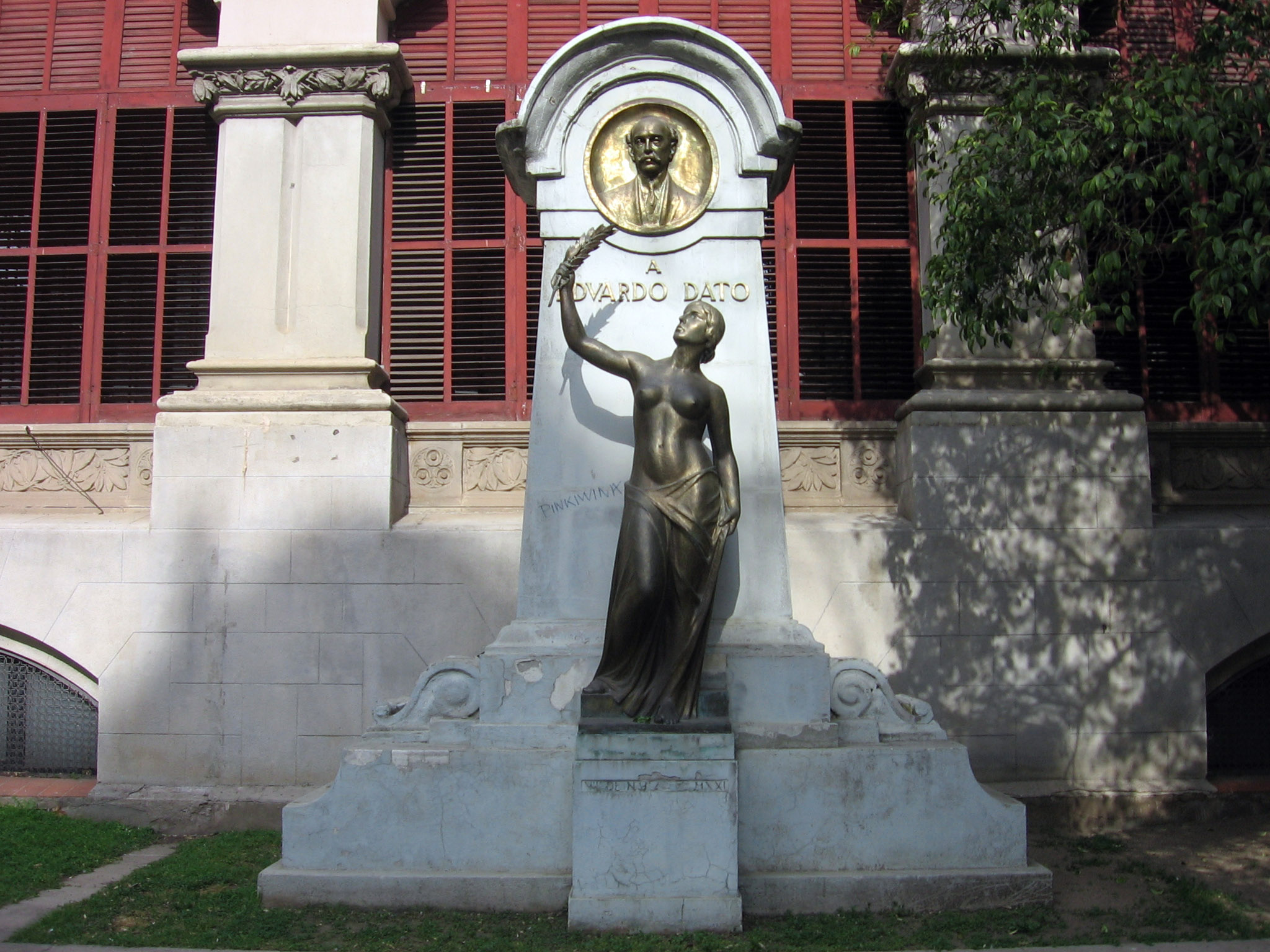